# Tiger Woods
Pour les articles homonymes, voir Woods.
Eldrick Tont Woods, plus connu sous le nom de Tiger Woods, né le 30 décembre 1975 à Cypress (Californie), est un golfeur américain. 
Considéré comme l'un des plus grands golfeurs de tous les temps, c'est l'un des sportifs les plus populaires du début du XXIe siècle. Vainqueur de 15 tournois majeurs, il révolutionne le monde du golf par ses résultats sportifs et en attirant un nouveau public.
Précoce, Tiger Woods commence le golf très jeune et réalise un parcours exceptionnel dans toutes les catégories junior. Amateur scruté pour ses qualités hors normes, il devient professionnel à la fin de l'été 1996. Vainqueur du Masters 1997, il devient numéro 1 mondial moins d'une saison après être devenu professionnel. Dominant sur la majeure partie des années 2000, différents problèmes physiques aux genoux et au dos l'obligent à réinventer son jeu.
Figure commerciale, tête d'affiche de l'équipementier Nike, Tiger Woods multiplie les contrats lucratifs hors des parcours, faisant de lui l'un des sportifs les plus riches des années 2000 malgré les scandales qui entachent sa vie privée et son mariage en 2009.
En avril 2019, à l'âge de 43 ans, il réussit à Augusta l'exploit de remporter un 5e Masters et son 15e titre majeur en carrière, onze ans après sa dernière victoire majeure,,. Le 6 mai 2019, il est décoré par le président des États-Unis Donald Trump de la plus haute distinction civile américaine, la médaille présidentielle de la Liberté. Le 8 mars 2022, il est intronisé au World Golf Hall of Fame,,.

## Biographie

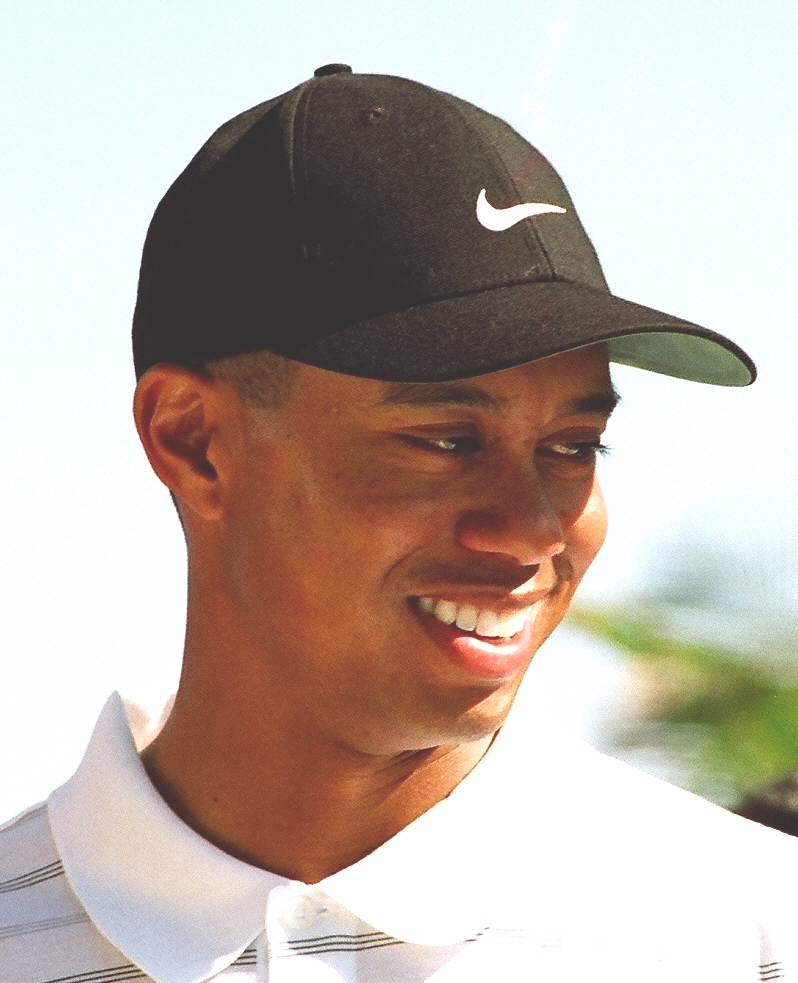
D'origines diverses, surnommé Tiger, le charismatique Eldrick Woods, ici en 2001, modifie grandement le paysage mondial du golf et lui offre un nouvel élan à l'aube des années 2000.

Eldrick Tont Woods naît le 30 décembre 1975 à 23 h 50 à Cypress (Californie) en Californie. Son père, Earl Woods (1932-2006), afro-américain, est un officier américain et vétéran du Viêt Nam. Premier joueur de baseball afro-américain de la conférence Big 8 sous les couleurs des Wildcats de Kansas State au début des années 1950,, il a trois enfants de son premier mariage avec Barbara Hart. Les deux demi-frères aînés d'Eldrick Woods se prénomment Earl Jr. (né en 1955) et Kevin (né en 1957) et sa demi-sœur Royce (née en 1958).
Sa mère, Kultida Punsawad (1944-2025), est d'origine thaïlandaise. Réceptionniste, elle rencontre l'officier militaire Woods à Bangkok au milieu des années 1960. Après s'être mariée avec Earl Woods, elle part habiter avec lui à New York au début des années 1970. Le couple quitte New York pour la Californie en 1974 à la suite de la retraite d'Earl Woods pour qu'il soit plus proche de ses trois enfants. L'année suivante, ils voient la naissance du seul enfant de leur mariage, Eldrick.
Le prénom d'Eldrick part du E d'Earl au K de Kultida, les prénoms de ses parents,. Dès sa naissance, son père l'appelle Tiger en mémoire du surnom du lieutenant colonel vietnamien Vuong Dang Phong, un ami qui a combattu à ses côtés durant la guerre du Viêt Nam et lui aurait sauvé la vie à deux reprises,,. Woods devient plus généralement connu par ce surnom dès sa période junior et tout au long de sa carrière d'amateur. Contrairement à une légende urbaine, il n'a pas changé officiellement son prénom d'Eldrick à Tiger.
Les origines de Tiger Woods sont discutées aux États-Unis. S'il y est principalement considéré comme un afro-américain, Tiger Woods est tout autant asiatique. En 1994, son père détaille ses origines : « Tiger est vraiment à moitié thaï, un quart chinois, un huitième blanc, un seizième chaouanon ou amérindien et un seizième noir »,,,. Trois ans plus tard, Tiger invente le néologisme « Cablinasian » dans The Oprah Winfrey Show pour définir l'aspect multiracial de son héritage,,. Sa mère l'appelle l'« Enfant Universel »,.

### Jeunesse
Tiger Woods grandit en Californie. Bébé, sa mère le nourrit régulièrement à chaque coup de golf de son père, lors desquels le jeune Tiger ouvre la bouche,. Enfant prodige, il a un équilibre exceptionnel dès la naissance et copie le swing de son père à seulement onze mois.
Son père Earl est la personne la plus importante de son enfance. Après avoir pris sa retraite militaire, Earl joue quotidiennement au golf. Bien qu'il n'ait pas tenu un club avant ses 42 ans, il a un bon niveau sur les greens,. Golfeur amateur avec un handicap de 3, il initie son fils au golf dès l'âge de 2 ans. Earl s'implique entièrement à entraîner le talent de son fils, quitte à laisser de côté son couple. Il pousse son entraînement jusqu'à le familiariser aux interviews et aux relations publiques alors qu'il n'a que trois ans. En 1978, le jeune Tiger fait une apparition à la télévision dans l'émission The Mike Douglas Show et putte face au comédien Bob Hope,.
Tiger passe la plus grande partie de son enfance à frapper des balles de golf sur un parcours ou dans un filet dans son garage. À 3 ans, il réalise un score de 48 coups sur neuf trous joués sur le parcours de golf de Cypress Navy. À cet âge, il s'entraîne du matin au soir, gagnant même de l'argent face à des joueurs bien plus âgés que lui jusqu'à ce que son père le lui interdise. Sous l'impulsion de son père, Tiger est entraîné par Rudy Duran sur le parcours de Heartwell à Long Beach,.
À 5 ans, il apparaît dans le magazine Golf Digest et dans l'émission That's Incredible! de la chaîne ABC,. Il obtient son premier set complet de clubs de golf, y compris un fer 1. Sous l'influence de son père, il passe son temps libre à jouer au golf dans son garage et avec des militaires retraités et n'a pas d'ami de son âge. Le jeune Tiger n'a plus à être poussé par son père, obsédé par ses scores, il se motive tout seul à jouer au golf et est très compétitif malgré son jeune âge. À 6 ans, il a déjà réussi deux trous en un.
En 1984, il remporte le championnat du monde junior dans la catégorie des garçons de 9-10 ans,. C'est à cet âge qu'il est passé pour la première fois sous la barre des 80 coups pour un parcours de 18 trous. Deux ans plus tard, Tiger regarde à la télévision la victoire de Jack Nicklaus au Masters et imprime la liste de ses accomplissements qu'il colle sur le mur de sa chambre. Après six ans d'entraînements avec Rudy Duran, le jeune talent est entraîné par John Anselmo qui améliore ses gestes et son équilibre,. Earl Woods a écrit que Tiger l'avait battu à l'âge de 11 ans alors que lui-même faisait de son mieux. L'enfant remporte tous les tournois auxquels il participe à cet âge, terminant l'année avec 36 succès. À 12 ans, Tiger joue une carte en moins de 70 coups. Il commence à travailler avec le psychologue du sport Jay Brunza qui utilise notamment l'hypnose et la visualisation,. Le jeune golfeur est capable de se concentrer à un tel niveau qu'il en oublie son coup.

### Carrière en amateur

#### Prodigieux et précoce junior
Vu de plus en plus comme un prodige, Woods domine tous les joueurs dans ses catégories d'âge. Aidé par un équipement de meilleure qualité que ses adversaires et le support de ses parents, régulièrement habillés de T-Shirts avec l'inscription « Team Tiger », Woods remporte le championnat du monde junior à six reprises dont quatre fois consécutivement de 1988 à 1991,,,,,. Courtisé à 12 ans par l'université Stanford, il répond à la lettre de l'entraîneur Wally Goodman, grandement assisté par son père,. À l'été 1989, il dispute le championnat national Big I opposant les meilleurs jeunes joueurs américains. Isolé par son père, qui ne souhaite pas qu'il partage le logement privatif prévu pour tous les golfeurs, l'enfant étonne parmi les adolescents. Après avoir facilement passé le cut, Woods est associé au joueur professionnel John Daly lors du troisième tour et le domine jusqu'au 16e trou. À son entrée au Orangeview Junior High, il est l'athlète le plus talentueux de l'établissement. Jouant secrètement à d'autres sports dans le dos de son père, il se blesse au genou dans une partie de football américain.
Lycéen à Anaheim, le jeune golfeur a trois amis : son voisin Mike Gout et ses camarades de classe Alfredo Arguello et Bryon Bell qui le poussent à étudier par une compétition saine. Pendant l'été 1989, il passe en moyenne dix heures par jour à perfectionner son geste et est capable d'envoyer la balle à près de 300 yards. En mai 1990, Woods domine les championnats lycéens californiens, battant tous les joueurs bien qu'ils soient plus âgés que lui. Lors des deux mois suivants, il remporte le championnat du monde juniors à San Diego et le championnat américain de golf junior amateur. Plus jeune et premier afro-américain vainqueur de l'histoire du championnat américain junior, sa confiance grandit et Woods enchaîne les victoires. Tous ces tournois entraînent d'importants frais que ne peut supporter Earl Woods. Courtisé depuis plusieurs années par l'agence IMG, le père du champion accepte l'aide de l'entreprise qui lui donne un rôle de recruteur de jeunes talents et une rémunération de 50 000 $ annuels. Dans son adolescence, Tiger Woods se dispute fréquemment avec son père. Il lui reproche particulièrement d'avoir trompé sa mère,. Si ses parents ne divorcent pas, ils ne communiquent qu'autour de l'ascension de Tiger dans le monde du golf. C'est alors que débute un rite superstitieux convenu avec sa mère : porter du rouge le dimanche. Dans la tradition thaïe, chaque jour est représenté par une couleur et le rouge est celle du dimanche. Suivant la volonté maternelle, Tiger commence à porter du rouge le dernier jour des tournois juniors.
Le 27 février 1992, Tiger Woods devient le plus jeune joueur à disputer un tournoi du circuit PGA à 16 ans et 2 mois,. Suivi par de nombreux spectateurs et les caméras de télévision, il est l'attraction du Nissan Los Angeles Open. Tiger s'entraîne avec des joueurs professionnels et impressionne par la qualité de son jeu de Byron Nelson à Jack Nicklaus,. Il remporte deux nouvelles fois le championnat américain de golf junior amateur pour réussir le triplé, des succès obtenus à chaque fois sur le fil, une fois au 18e trou et deux fois au 19e,. Si toutes les universités souhaitent le recruter, Woods ne considère que trois universités, qui ont la couleur rouge comme point commun, UNLV, l'université d'État de l'Arizona et l'université Stanford,. Le 10 novembre 1993, Woods choisit cette dernière pour poursuivre son parcours scolaire. Woods doit trouver un nouvel entraîneur après que John Anselmo a été diagnostiqué d'un cancer du colon. Son père contacte Butch Harmon, l'entraîneur de swing de Greg Norman, l'un des plus beaux gestes du circuit professionnel.
Parrainé par John Merchant, premier membre afro-américain du comité directeur de l'USGA, Woods gagne plusieurs tournois sur le circuit amateur sur la première partie de la saison 1994,. Quelques semaines avant son entrée à l'université, Woods remporte le championnat de golf amateur des États-Unis,,,, en posant son premier coup à moins d'un mètre du drapeau de l'avant-dernier trou du parcours. Battant le record de précocité de Jack Nicklaus, il fait la couverture du New York Times et d'USA Today. Le Président des États-Unis Bill Clinton lui envoie une lettre de félicitations et la ville de Cypress lui remet une clef de la ville.

#### Parcours universitaire à Stanford
Quand il entre à l'université Stanford à l'âge de 18 ans afin de combiner le sport de haut niveau et ses études, Tiger Woods est un sportif accompli et un élève studieux avec une excellente moyenne de 3,8,,. Woods opte pour un parcours en économie et une spécialité en comptabilité avant de s'envoler pour Versailles en France où il gagne le championnat du monde amateurs par équipes,. De retour à Stanford après dix-neuf jours en France, il rencontre Bill Walsh, légendaire entraîneur de football américain de retour à l'université avec qui il partage de longues discussions. Plus jeune joueur et premier afro-américain à remporter le tournoi universitaire de Shoal Greek, Woods brise des barrières dans le milieu du golf bien qu'il tente d'éviter tout controverse raciale,. En décembre, il est agressé au couteau sur le campus de Standford,,. Avant la fin de l'année, il est opéré au genou gauche. Quelques semaines plus tard, les points de suture sont retirés et le golfeur doit porter une attelle. Cela ne l'empêche pas de s'entraîner contre l'avis de ses médecins.
En avril 1995, Tiger Woods est classé comme le deuxième meilleur joueur universitaire du pays. Qualifié automatique pour le Masters à la suite de son succès au championnat de golf amateur des États-Unis, il devient le quatrième joueur afro-américain à disputer le tournoi,. Il passe le cut, termine 44e et conclut la semaine avec la meilleure moyenne au drive avec 311,1 yards. Premier golfeur amateur depuis Jack Nicklaus à avoir une stature nationale, l'étudiant et sportif de 19 ans de Stanford est le golfeur débutant le plus suivi de l'histoire du sport universitaire. Il écrit des carnets pour les magazines Golf World et Golfweek pendant le tournoi, levant les suspicions de la NCAA sur son respect des règles liées au statut d'amateur. IMG ayant arrêté le financement des frais de Woods pour se conformer aux règles de la NCAA, Earl Woods et John Merchant trouvent un moyen de contourner les règles en organisant des événements avec le golfeur et en justifiant les fonds levés comme des rémunérations de discours d'Earl Woods.
À l'US Open, il impressionne avec des drives plus longs de 50 yards par rapport à Ernie Els ou Nick Price. En difficulté au putting, il déclare forfait lors du deuxième tour après une première journée terminée quatre coups au-dessus du par. Blessé au poignet, Woods connaît une période difficile. Après avoir perdu beaucoup de poids à cause d'un empoisonnement alimentaire, le golfeur prend un avertissement aux championnats universitaires — qu'il termine deuxième — pour avoir cassé un club en le laissant sur son sac. Il finit sa première année universitaire avec une moyenne scolaire de 3,0.
Vainqueur en titre, Woods garde son titre de champion de golf amateur des États-Unis en août sur le parcours de Newport,,,. Woods dédie sa victoire à Jay Brunza, le psychologue qui l'accompagne et désormais caddie, qui a perdu son père un mois plus tôt. La joie de la victoire du Tigre est gâchée par son père qui se lance en public dans une tirade embarrassante pleine de ressentiments,.
De retour à l'université, Tiger Woods apprécie le calme et l'excellence de Stanford. L'université est l'une des premières à offrir des adresses e-mail à ses étudiants et les professeurs enrichissent le savoir de Woods avec des connaissances sur la révolution numérique. Le golfeur pense de plus en plus à l'économie du golf et les liens que cela pourrait avoir. Invité à dîner par Arnold Palmer, l'étudiant se voit obligé d'envoyer un chèque de 25 dollars à la légende pour justifier que son statut d'amateur n'a pas été compromis vis-à-vis de la NCAA. Les menaces d'inéligibilité du golfeur l'énervent, alors qu'il apprécie ses cours et ne souhaite pas les abandonner.
Incapable de trouver les 27 170 $ nécessaires pour financer les frais de tournois de son fils pour la saison 1996, Earl Woods demande de nouveau l'aide de John Merchant qui trouve un mécène contre les règles de la NCAA,. Au printemps 1996, Woods, joueur universitaire de l'année, attire une foule importante de spectateurs et de journalistes pour les championnats NCAA. Il bat le record du parcours en rendant une carte de 67 lors du deuxième tour, concluant une saison universitaire totalement dominée. Sous les yeux de Phil Knight, le fondateur de Nike, et la pression de millions de dollars promis, Tiger Woods remporte d'une impressionnante manière pour la troisième fois le championnat de golf amateur des États-Unis, devenant le premier à réussir cet exploit.
À l'US Open 1996, Woods commet des trois-putts à plusieurs reprises ; il est néanmoins le seul amateur à passer le cut. À 20 ans, il a l'un des plus longs drives du circuit, impressionne, mais est en difficulté sur les longs putts et les approches courtes.

### Carrière professionnelle

#### Débuts professionnels (1996-1998)

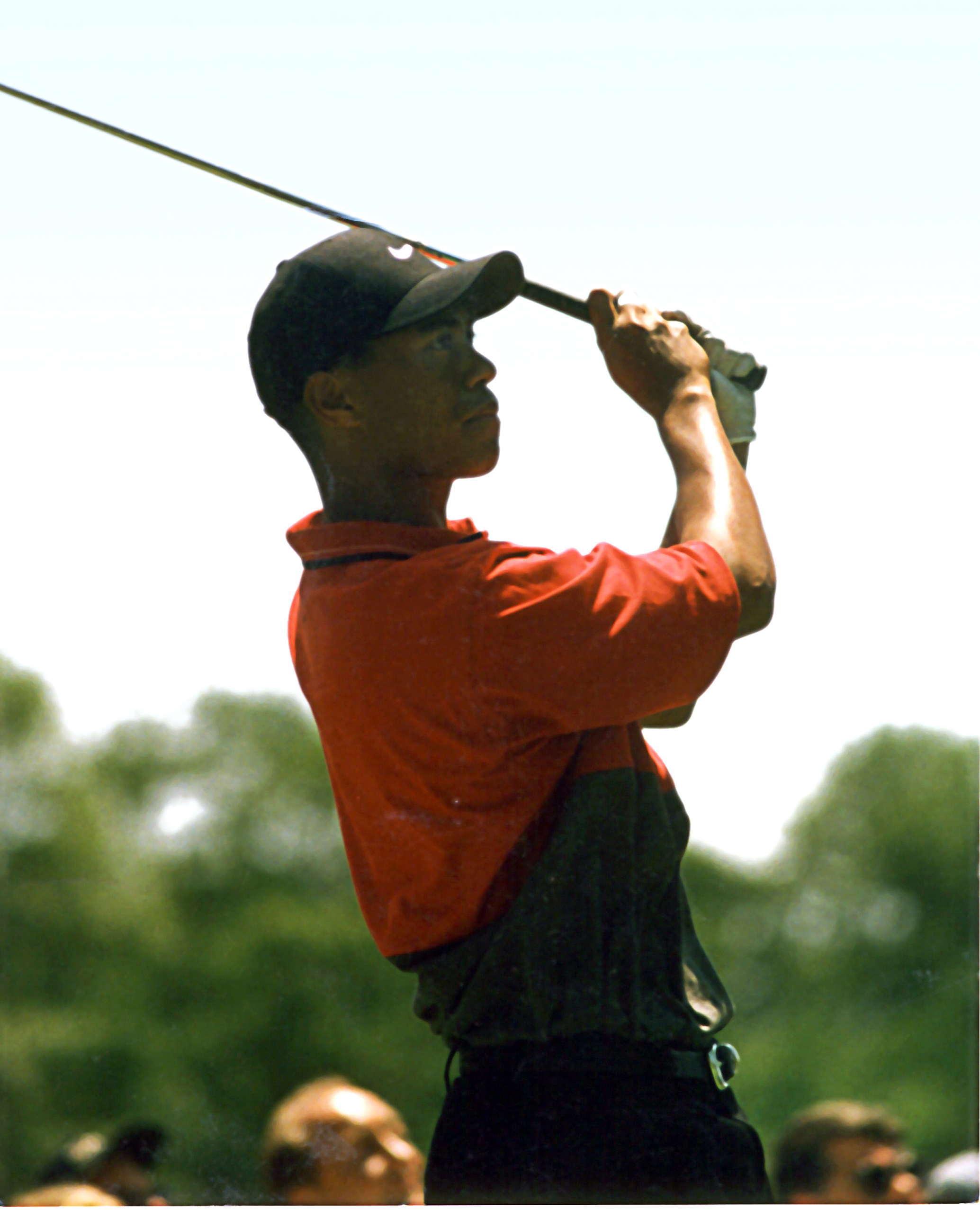
Tiger Woods lors de l'US Open en 1997.

En août 1996, Tiger Woods devient golfeur professionnel ; il signe dans la foulée un contrat de 40 millions de dollars avec l'équipementier Nike et de 20 millions de dollars avec Titleist. Il l'annonce publiquement lors d'une conférence de presse qui introduit une campagne publicitaire de Nike « Hello World »,. Il dispute son premier tournoi comme professionnel lors du Greater Milwaukee Open où il impressionne avec un trou en un avant de se classer 60e ex æquo. Au cours des trois mois suivants, il remporte ses deux premières victoires sur le PGA Tour : le Las Vegas Invitational et le Disney World Classic,. Lors de ce dernier tournoi, l'affluence triple par rapport à l'édition précédente, attirant sur le parcours un jeune public venant spécialement pour le voir jouer. Si le jeune Woods s'illustre dès ses débuts, il n'est pas satisfait de son putt. Ses bons résultats lui permettent de se qualifier pour le Tour Championship et d'obtenir sa carte pour la saison professionnelle 1997. En dehors des greens, Woods est attrapé jouant au blackjack alors qu'il n'en a pas encore l'âge. À la fin de l'année, il est élu sportif de l'année par le magazine Sports Illustrated et débutant de l'année sur le PGA Tour.
Au début de la saison 1997, son charisme unique et ses débuts sur le circuit le placent comme le « messie » du golf. S'il tente de rester dans la normalité, jouant aux jeux vidéo de combat, Woods a déjà changé de statut : il a un chauffeur personnel pour sa limousine et des voitures de luxe lui sont offertes comme récompenses de tournois. Le 13 avril 1997, Tiger Woods remporte le Masters, son premier tournoi majeur avec douze coups d'avance sur le deuxième et un score final de -18,,. Cette performance transforme le golf, Woods bat de multiples records dont la victoire la plus large et le meilleur score de l'histoire du tournoi. Le tournoi est suivi par la plus grosse audience de l'histoire du golf, 43 millions d'Américains regardent jouer le nouveau phénomène,,. Après son titre, Woods doit faire face à une remarque raciste de Fuzzy Zoeller,, qui s'excuse par la suite. Dans les semaines qui suivent sa première veste verte, Woods change de dimension. Appelé le « fils de l'Amérique » par Oprah Winfrey, la notoriété du jeune joueur de 21 ans est immense et il doit gérer une exposition mondiale.
Woods gagne trois autres tournois cette même année et atteint, le 15 juin 1997, la place de numéro 1 mondial. Son accession à la première place mondiale après seulement 42 semaines en tant que professionnel est un record de rapidité. Plus jeune no 1 mondial de l'histoire du golf, Woods est logiquement sélectionné pour disputer la Ryder Cup 1997. Avant le début de la compétition, le capitaine de l'équipe européenne Seve Ballesteros déclare : « Tiger Woods est un bon joueur mais nous avons 12 gars qui peuvent le battre »,. Disputée pour la première fois sur le sol européen, en Espagne, les États-Unis sont battus et Woods déçoit, remportant seulement 11 des 82 trous qu'il joue. Élu joueur de l'année du PGA Tour, il devient le premier et seul golfeur à gagner ce trophée dès sa deuxième saison sur le circuit.
Les pressions liées à sa célébrité mettent Tiger Woods en difficulté dans les mois suivant sa victoire au Masters. Alors que les attentes sont très élevées, ses résultats déclinent. Il passe moins de temps à l'entraînement et « se met beaucoup trop de pression » selon Michael Jordan qui le conseille afin de gérer sa carrière. Néanmoins, le Tigre se transforme physiquement, il gagne 9 kg de muscles et modifie son swing avec son entraîneur Butch Harmon pour le rendre plus précis. Woods n'obtient qu'une seule victoire, en Thaïlande en janvier 1998, et multiplie les déceptions tout le reste de l'année. Fatigué, il lutte pour faire le cut au Players Championship. Avant de défendre son titre aux Masters, Woods confie : « Le golf vous rend plus humble chaque jour, à chaque coup, vraiment. Je sais à quel point ce jeu est dur »,. Ces épreuves font grandir Woods qui renvoie son agent, son caddie et met fin à son célibat et aux frasques qui vont avec, grâce à une discrète étudiante, Joanna Jagoda[Quoi ?],.

#### Domination hégémonique sur le PGA Tour (1999-2002)

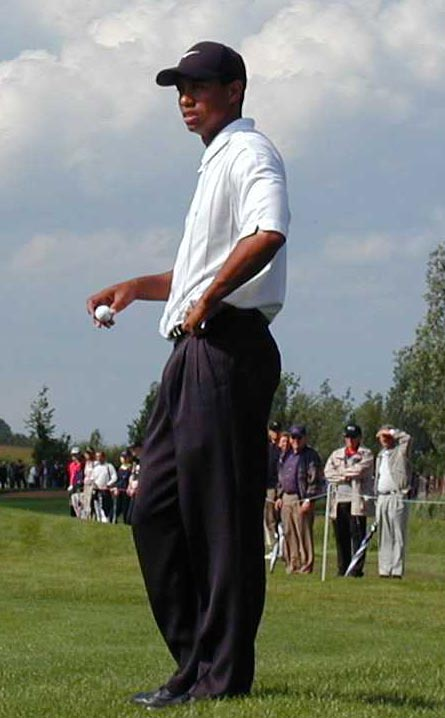
Tiger Woods dans le rough en 2001.

En juin 1999, Tiger Woods remporte le Memorial Tournament, une victoire qui marque le début de la plus grande période de domination dans l'histoire du golf. Il conclut l'année 1999 en remportant quatre tournois de suite, dont le championnat de la PGA après un duel historique avec le débutant Sergio García,, portant ainsi à 8 son nombre de victoires sur la saison, une performance qui n'avait pas été réalisée depuis plus de 25 ans. Woods réussit à atteindre 71% des fairways sur sa saison et arrive à toucher le green plus souvent que n'importe quel autre joueur du circuit. Il est élu joueur de l'année sur le PGA Tour pour la deuxième fois en trois ans.
En 2000, l'impact de Woods sur son sport est immense : les audiences explosent quand il joue, les primes des tournois ont doublé seulement quatre années après ses débuts professionnels et le budget du département golf de Nike est passé de 100 millions à 250 millions de dollars. Tiger ne s'inscrit aux tournois qu'à la dernière minute et la sécurité de tous les tournois de golf sont renforcés. Woods commence sa saison par une première victoire l'AT&T Pebble Beach National Pro-Am avec une mémorable remontée lors du dernier tour pour remporter son sixième tournoi consécutif. Battu par Hal Sutton au Players Championship, Woods se relève lors de l'US Open, qu'il domine et remporte avec la plus large victoire dans un tournoi majeur, 15 coups, et bat de nombreux records de l'épreuve,,. Le magazine Sports Illustrated définit cette victoire comme la plus grande performance dans l'histoire du golf[réf. nécessaire]. Woods poursuit sa domination à l'Open britannique, qu'il remporte avec 8 coups d'avance sur le parcours de St Andrews,. Il y établit le record du score le plus bas par rapport au par jamais réalisé dans un tournoi du Grand Chelem (-19),. À 24 ans, il devient le plus jeune joueur de l'histoire à avoir remporté les quatre tournois majeurs. Woods gagne ensuite le championnat de la PGA en barrage après une belle remontée pour rejoindre Ben Hogan comme seuls joueurs à avoir remporté trois tournois majeurs la même saison. Dans une saison record dans laquelle il gagne neuf des vingt tournois qu'il dispute, Woods réalise la moyenne de score la plus basse de l'histoire du circuit professionnel avec 68,17. Sportif de l'année pour le magazine Sports Illustrated, il est le premier à être honoré deux fois.
Le jeune prodige du golf est devenu un phénomène mondial et l'un des sportifs les plus accomplis au début de la saison 2001. Le lundi suivant chaque partie de Tiger, le Dow Jones augmente, un « effet Woods » observé par les analystes financiers,. Avec une aura qui dépasse le cadre du golf, Tiger Woods continue sa domination sportive. Sa victoire au Masters lui donne sa quatrième victoire de suite en majeur,. Elle marque la seule fois dans l'histoire du golf où un joueur détient les quatre titres du Grand Chelem en même temps. Cette performance est désignée sous le nom de Tiger Slam. Bien que n'ayant pas brillé dans les trois tournois majeurs suivants, Tiger Woods termine l'année avec cinq victoires, le plus grand nombre sur le PGA Tour. Après les attentats du 11 septembre 2001, Tiger Woods annule sa participation au trophée Lancôme, mettant en question la tenue du tournoi.
Tiger Woods commence fort la saison 2002 en remportant à nouveau le Masters, rejoignant ainsi Nick Faldo (1989-1990) et Jack Nicklaus (1965-1966) comme seuls joueurs à avoir gagné le tournoi deux années de suite. Deux mois plus tard, Tiger Woods est le seul joueur sous le par lors de l'US Open. Il remporte son deuxième US Open après celui de 2000. Tous les regards se tournent alors vers le British Open et tout le monde se met à parler de Grand Chelem, mais un score de 81 lors du 3e tour mettra un terme à ses espoirs. Lors du PGA Championship, il est en passe de rééditer la performance de gagner 3 tournois majeurs en une saison, mais des bogeys sur les trous 13 et 14 lui coûtent la victoire pour 1 coup. Néanmoins, il remporte le classement des gains, le Vardon Trophy et le titre de joueur de l'année pour la quatrième année de suite.

#### Ajustements du swing (2003-2004)
En décembre 2002, après avoir subi des douleurs toute la saison, Tiger Woods est opéré du genou à Utah. Pendant l'opération, les médecins observent que son ligament antérieur est significativement abîmé. Cet état médical oblige Tiger Woods à modifier en profondeur son swing à l'aube de la saison 2003. S'il reste parmi les meilleurs joueurs du monde, sa domination prend fin. Il abandonne son driver Nike qu'il utilise depuis le début de la saison 2002 et revient vers un club de la marque Titleist. Peu fiable au driver à cause d'une tendance à s'affaisser sur sa droite dans son swing, Tiger Woods va jusqu'à perdre une balle au départ du premier trou lors de l'Open britannique. Sélectionné par Jack Nicklaus pour jouer les trous de mort subite face à Ernie Els lors de la Presidents Cup, Woods sauve le match nul de son équipe permettant aux Américains de conserver le trophée.
Dans cette phase de reconstruction, il ne gagne aucun majeur, ni en 2003 ni en 2004, et termine respectivement à la deuxième et à la quatrième place au classement des gains. En septembre 2004, sa série record de 264 semaines consécutives comme numéro 1 mondial s'arrête au Deutsche Bank Championship quand Vijay Singh gagne et le dépasse à l'Official World Golf Ranking. Beaucoup s'interrogent alors sur un possible déclin de Tiger Woods, avançant des explications allant de la séparation avec son entraîneur Butch Harmon jusqu'à son prochain mariage.

#### Résurrection (2005-2007)

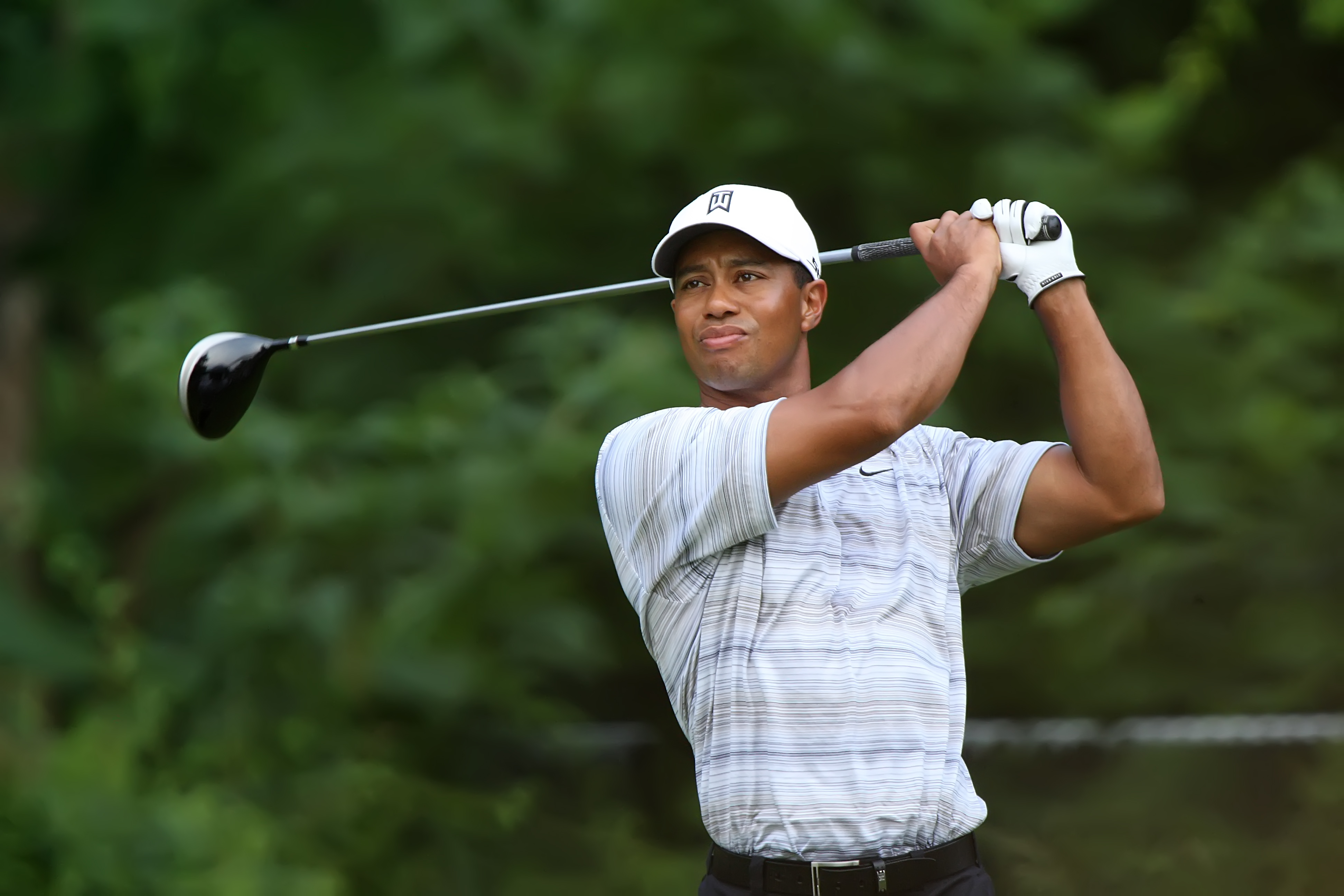
Woods finissant son drive en 2007.

Lors de la saison 2005, Tiger Woods renoue rapidement avec la victoire. Il est victorieux au Buick Invitational en janvier puis domine Phil Mickelson sur le parcours de Doral pour remporter le Ford Championship en mars. Après ce succès, il retrouve la place de no 1 mondial. Un mois plus tard, Tiger met fin à sa série sans victoire en majeur en remportant le Masters, après un barrage avec Chris Di Marco. Au 16e trou du dernier tour, Woods rentre une longue approche sur ce par 3 avec une trajectoire exceptionnelle, la balle s'arrêtant au bord du trou avant de tomber, image qui sera ensuite utilisée par Nike dans ses publicités. Cette victoire lui permet de reprendre la place de no 1 mondial. Dans les mois qui suivent, Tiger Woods et Vijay Singh sont en lutte pour cette place. En remportant l'Open britannique en juillet, Tiger Woods met un terme à ce duel pour reprendre sa place en tête de la hiérarchie mondiale pour une longue durée. Tiger Woods termine sa saison avec deux tournois gagnés au World Golf Championships et six au total. Il remporte le classement des gains du PGA Tour pour la sixième fois de sa carrière.
L'année 2006 commence bien pour Tiger Woods qui remporte les deux premiers tournois auxquels il participe. Durant le Masters, il est en course pour remporter une cinquième veste verte, mais doit s'incliner devant Phil Mickelson.
Le décès de son père, Earl Woods, dans la nuit du 3 mai, après une longue bataille contre un cancer de la prostate, change radicalement sa vie,. Tiger Woods met sa carrière entre parenthèses pendant six semaines pour rester avec sa famille. Lors de son retour à l'US Open sur le parcours du Winged Foot Golf Club, il manque le cut pour la première fois sur un tournoi majeur.
Début juillet, une deuxième place au Western Open montre qu'il est prêt pour défendre son titre à l'Open britannique. Il y fait une démonstration de force dans la gestion du parcours, le putting et la précision de son jeu de fers. N'utilisant principalement que des longs fers sur le tee, il manque seulement quatre fairways sur la semaine, soit une précision de 92 %. Son score total de -18 — obtenu avec 3 eagles, 19 birdies, 43 pars pour seulement 7 bogeys — n'est qu'à un coup du record en majeur (-19) qu'il a établi à St Andrews lors du British Open 2000. Sur le dernier green, Tiger Woods ne peut retenir ses larmes, en célébrant sa première victoire depuis la mort de son père.
Quatre semaines plus tard, Tiger Woods domine son sujet à l'USPGA et ne concède que trois bogeys, égalant le record. Il termine le tournoi avec un score total de -18 et égale son record — partagé avec Bob May — établi en 2000. En août, il devient le plus jeune golfeur de l'histoire à remporter son 50e tournoi sur le PGA Tour lors du Buick Open à l'âge de 30 ans et 7 mois. Il est désigné sportif de l'année par l'Associated Press pour la quatrième fois.

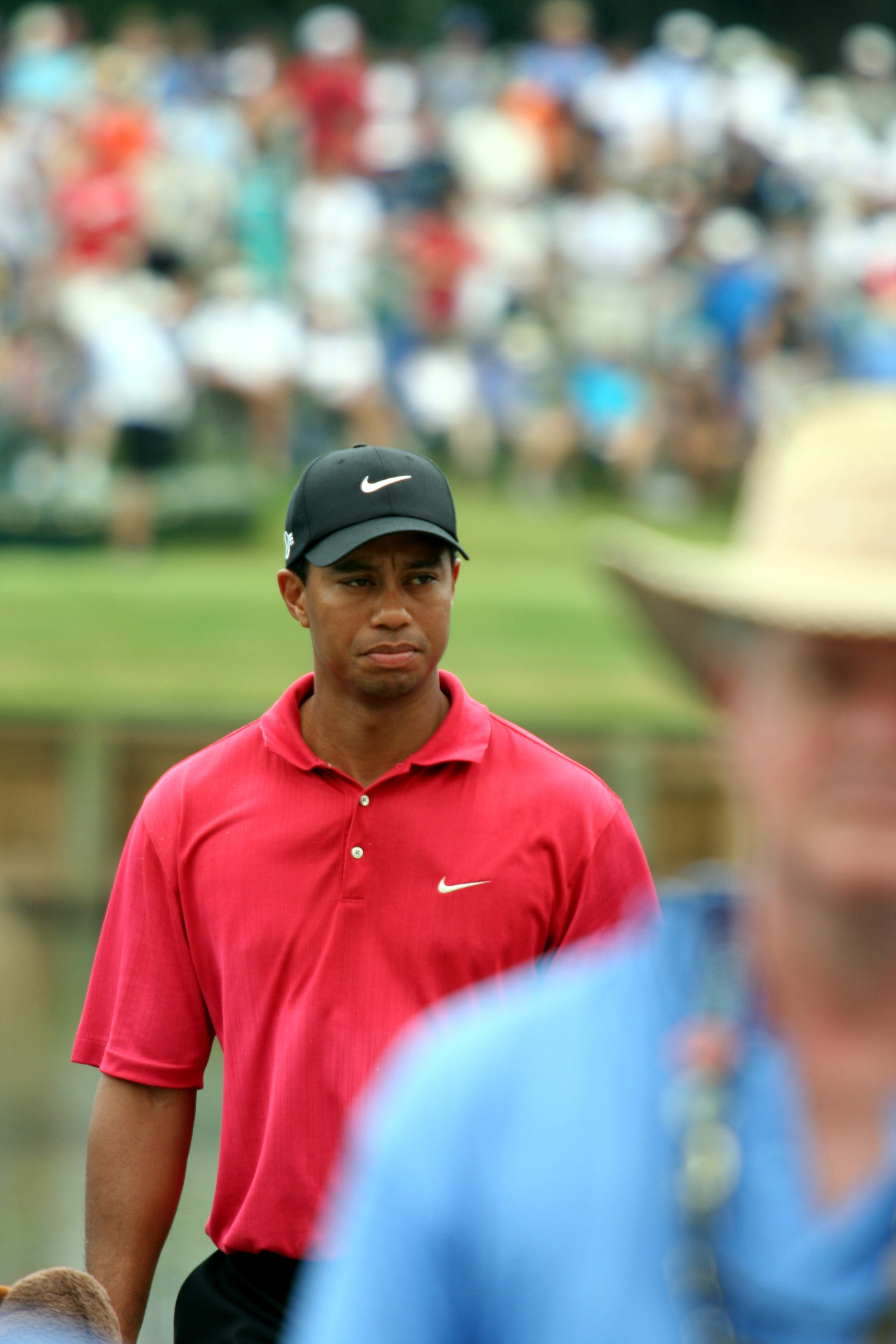
Au Players en 2007, Tiger Woods a le visage des mauvais jours. Il va terminer le tournoi à la 37e position.

Tiger Woods commence la saison 2007 par de nouvelles victoires au Buick Invitational et au WGC-CA Championship. Lors du Masters, il joue dans la dernière partie le dimanche pour la treizième fois de sa carrière. Mais, contrairement aux 12 fois précédentes, il ne s'impose pas. Il termine 2e ex æquo à deux coups du vainqueur, Zach Johnson. Vainqueur à Wachovia Championship, Woods manque encore sa chance lors de l'US Open. Bien qu'il soit de nouveau dernière partie le dimanche, il ne parvient pas à gagner et termine 2e.
Tiger ne fait pas mieux à l'Open britannique qu'il conclut à la 12e place après avoir réalisé une carte de 75 lors du deuxième jour de l'épreuve. Dans les semaines qui suivent, Woods annonce qu'il a contracté une blessure au ligament croisé antérieur en courant à Isleworth. Malgré cette blessure, le joueur ne prend pas de pause et continue sa saison. Début août, il remporte son quatorzième tournoi du World Golf Championships lors du WGC-Bridgestone Invitational avec 8 coups d'avance puis son second USPGA de suite en égalant le record du score le plus bas jamais réalisé en grand chelem (63) lors du deuxième tour.
Tiger Woods remporte la soixantième victoire de sa carrière au BMW Championship en marquant 63 — record du parcours — lors du dernier tour. Il conclut ensuite sa saison en remportant The Tour Championship. Il devient le premier vainqueur de la FedEx Cup. Sur les 16 tournois qu'il a disputés lors la saison 2007, sa moyenne de score ajustée est de 67,79 égalant son propre record établi en 2000.

#### Fracassante chute du sommet et scandale (2008-2009)

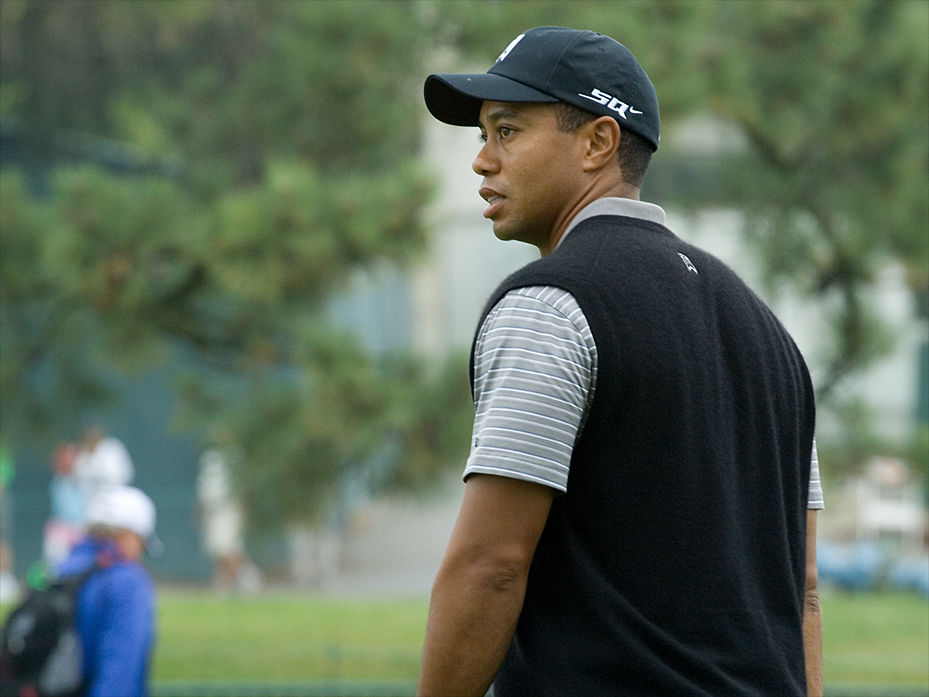
Le Tigre à l'entraînement de l'US Open 2008, en passe de réussir l'un des plus grands exploits de sa carrière.

Tiger Woods commence brillamment la saison 2008 par une nette victoire au Buick Invitational avec 8 coups d'avance sur son dauphin. Il réitère la semaine suivante au Dubai Desert Classic, en remportant le tournoi après avoir comblé un retard de quatre coups. Poursuivant sur une éblouissante forme, Woods soulève le trophée au championnat du monde de match-play après une ultime victoire face à Stewart Cink sur le score record de 8 & 7. Le tigre parvient à remporter son cinquième tournoi au Arnold Palmer Invitational grâce à un putt de plus de 7 mètres sur le dernier trou.
Battu au WGC-CA Championship, deuxième des Masters, où il rencontre des problèmes récurrents au putting mais termine tout de même deuxième, Tiger Woods doit subir une nouvelle intervention chirurgicale au genou gauche le 15 avril 2008. Cette opération, la troisième de sa carrière après 1994 et 2002, se tient à Parck City dans l'Utah, et l'éloigne des fairways pendant deux mois.
La douleur causée par son genou gauche persiste à son retour sur les greens. Tiger Woods remporte pourtant l'US Open 2008 au bout du suspense après un trou de mort subite avec Rocco Mediate,. Après un premier tour difficile, il enchaîne plusieurs eagles lors des deuxième et troisième tours pour jouer dans la dernière partie du dimanche. Grâce à un putt de 4 m sur le 18, Tiger égalise et force un tour de barrage avec Mediate sur 18 trous le lundi. Après avoir eu 3 coups d'avance, Tiger Woods se retrouve de nouveau dans l'obligation de faire birdie sur le trou no 18 pour égaliser, ce qu'il fait. Sur le premier trou de mort subite, un par lui permet de remporter son troisième US Open et son quatorzième tournoi du grand chelem.
Deux jours plus tard, Tiger Woods annonce qu'il doit subir une nouvelle intervention au genou gauche pour reconstruire le ligament croisé antérieur,, ce qui met un terme à sa saison 2008,. Tiger Woods révèle également qu'il joue depuis 10 mois malgré une rupture du ligament croisé antérieur et qu'il a disputé l'US Open avec une double fracture de fatigue au tibia gauche. L'absence de Tiger Woods provoque une forte baisse des audiences TV. La seconde moitié de l'année 2008 accuse une baisse de 46,8 % par rapport à la seconde moitié de l'année 2007.

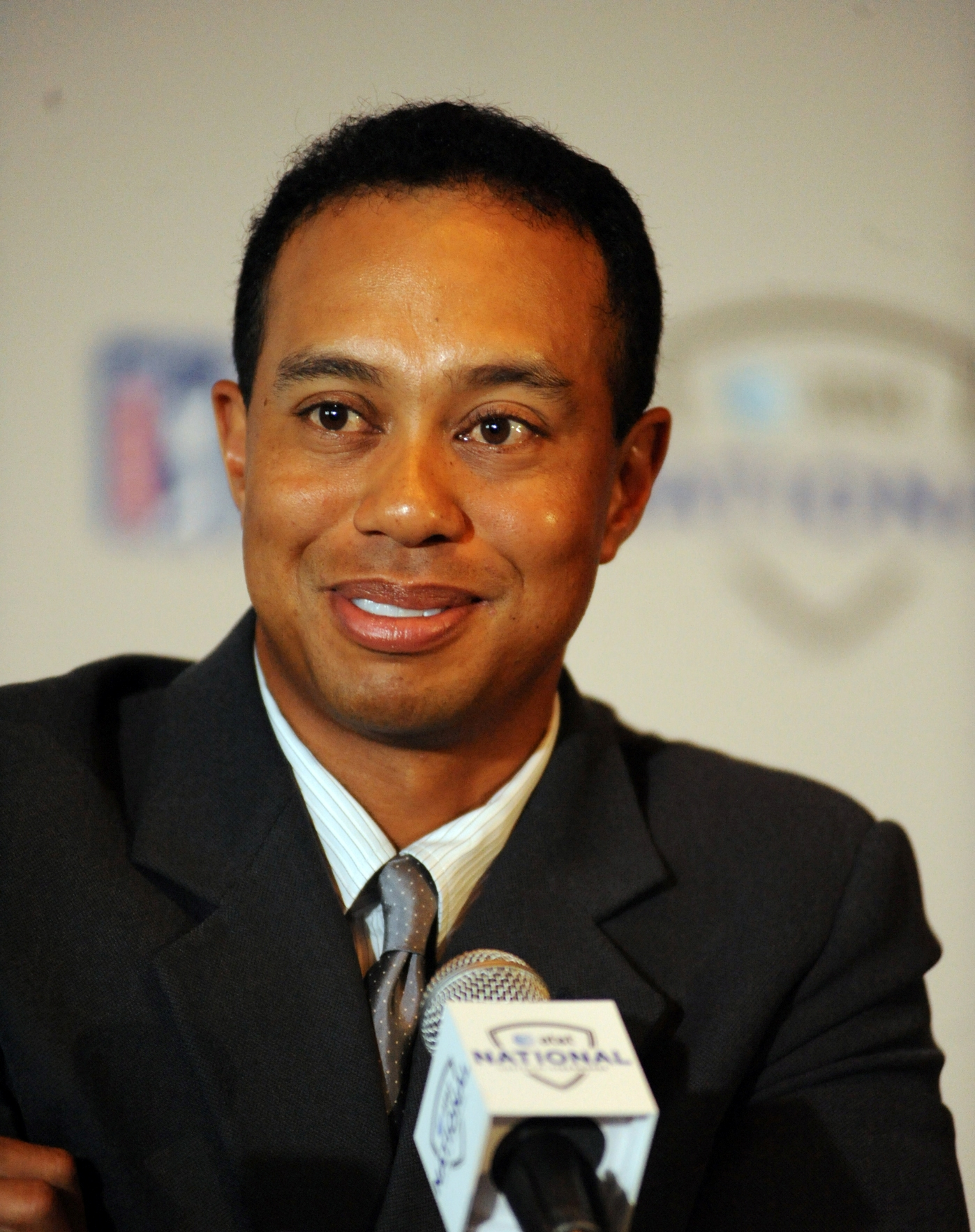
Tiger Woods lors d'une conférence de presse en 2009.

Appelé comme « l'un des retours les plus inespérés dans le monde du sport » par l'Associated Press, Tiger Woods revient sur le circuit PGA Tour en mars 2009 lors du championnat du monde de match-play où il s'incline dès le second tour face à Tim Clark. Malgré cela, le golfeur américain prouve qu'il reste l'un des meilleurs joueurs du monde, remportant l'Arnold Palmer Invitational après avoir entamé le dernier jour avec cinq coups de retard sur la tête. Performant, il finit sixième au Masters, puis quatrième au Quail Hollow Championship après un dernier trou raté. Au Players, il joue dans le trio de tête lors de la dernière journée mais finit 8e. Woods gagne son deuxième tournoi de l'année lors du Memorial Tournament avec un score de 65 et deux birdies consécutifs le dimanche pour remporter le tournoi, puis son troisième lors du AT&T National, un événement qu'il accueille. En difficulté à l'Open britannique, il rate le cut pour la deuxième fois de sa carrière professionnelle dans un tournoi majeur,.
Woods s'en relève vite et conquiert le Buick Open grâce à une superbe carte de 63 lors du deuxième jour du tournoi. De nouveau vainqueur la semaine suivante au WGC-Bridgestone Invitational, Woods se présente en forme au dernier majeur de la saison, le Championnat de la PGA. Battu seulement par Yang Yong-eun de trois coups, Tiger se contente de la deuxième place et s'incline pour la première fois dans un majeur qu'il mène à l'entame du dernier tour,. Pour la première fois depuis la saison 2004, Woods finit la saison sans victoire dans un majeur.
Sélectionné pour disputer la Presidents Cup, Woods réalise le rare accomplissement de remporter ses cinq rencontres,. Lors du dernier jour, Tiger prend sa revanche sur Yang, dominant celui qui l'avait privé du championnat de la PGA quelques semaines plus tôt,. Le mois suivant, Woods est payé 3,3 millions de dollars pour jouer le Masters d'Australie, tenu au Kingston Heath Golf Club de Melbourne. L'Américain remporte l'épreuve sur un score de 14 sous le par et obtient sa première victoire sur le PGA Tour of Australasia.
Après la fin de la saison, le 25 novembre, le National Enquirer titre Tiger Woods Cheating Scandal et développe l'histoire d'une relation extra-conjugale entre Woods et Rachel Uchitel,. Le lendemain, Tiger Woods est impliqué dans un accident de la route à l'extérieur de son domicile floridien,. À 2 h 25 du matin, le golfeur heurte une borne d'incendie et un arbre. L'accident nécessite une visite à l'hôpital pour le golfeur. À la lumière de cet incident se révèlent les problèmes personnels de son couple. Ses blessures ne sont pas liées à l'accident mais à une dispute avec sa femme Elin Nordegren après qu'elle a appris les relations extra-conjugales de son époux dans le journal et en fouillant dans le téléphone portable de son mari,. Après avoir attrapé un club de golf, Nordegren poursuit Woods qui fuit en voiture et sort de la route. Malgré ses problèmes personnels, Tiger Woods est de nouveau désigné joueur de l'année du circuit PGA.

#### Difficile reconstruction (2010-2013)

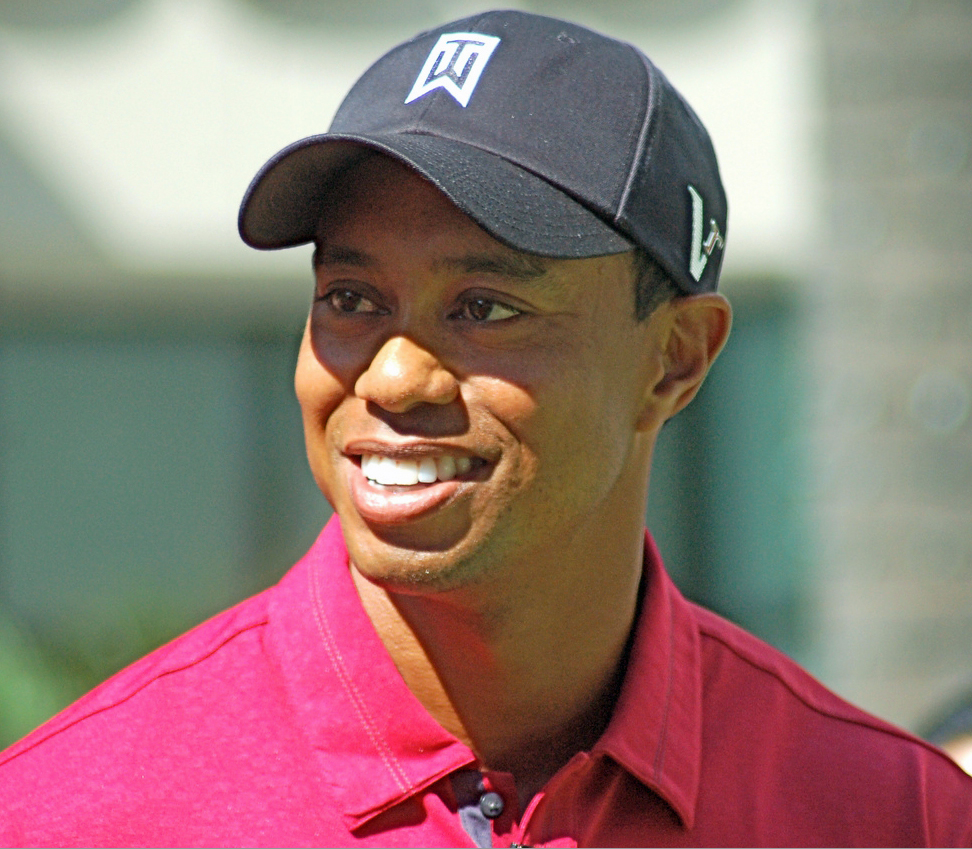
En 2011, après un scandale ayant ébranlé son image, Tiger Woods reste souriant. Il remporte cette semaine-là le Chevron World Challenge.

Après que son passé d'infidélités conjugales a été révélé, Woods annonce à la fin de 2009 une pause indéterminée dans les compétitions sportives,,. La couverture de l'affaire, notamment par le New York Post, détruit l'image de Tiger Woods. L'icone sportive, vue comme le Dieu du golf, perd sa mythologie et redevient humain. Le 19 février 2010, il fait des excuses publiques télévisées suivies par plus de 40 millions d'Américains et annonce qu'il reviendra « un jour » sur le circuit. En mars, il annonce son intention de jouer aux Masters avant de tourner quelques jours plus tard une nouvelle publicité pour Nike.
Après une pause de vingt semaines, Woods est au départ du Masters d'Augusta le 8 avril 2010 et termine le tournoi à la quatrième place ex æquo. À la fin du mois, il manque le cut du Quail Hollow Championship de huit coups après avoir réalisé une carte de 79 dans une ambiance tendue avec des spectateurs hostiles,. Invoquant une blessure au cou, il abandonne au septième trou du dernier tour du Players Championship. Woods revient à la compétition quatre semaines plus tard pour défendre son titre au Memorial Tournament. Il passe le cut et termine 19e, son plus mauvais résultat dans ce tournoi depuis 2002. Il dispute son tournoi suivant le 17 juin 2010 lors de l'US Open qui se tient à Pebble Beach. Après une encourageante carte de 66 le samedi, Woods se remet en position de briguer le titre. Toutefois, il est incapable d'inquiéter le leader Dustin Johnson, finissant le tournoi à trois au-dessus du par et à la quatrième place à égalité.
Anecdotique 46e à l'AT&T National, Woods s'envole ensuite pour l'Irlande pour préparer l'Open britannique. Changeant de putter pour ce majeur européen, afin de trouver plus de roulement sur les greens britanniques plus lents, Tiger reste en difficulté pour conclure ses trous. Il revient même à son putter historique le dernier jour et finit loin du vainqueur, 13 coups derrière Louis Oosthuizen. Avant-dernier du Bridgestone Invitational avec un score de +18, il enregistre son plus mauvais résultat comme golfeur professionnel. La semaine suivante, il termine à neuf coups du vainqueur Martin Kaymer lors du championnat de la PGA. Bien que son classement d'alors ne lui permette pas d'intégrer directement l'équipe américaine pour la Ryder Cup 2010, il est choisi par le capitaine Corey Pavin. Lors de cette compétition, il est associé à Steve Stricker, paire couronnée de succès lors de la précédente Presidents Cup. Victorieux face aux paires formées par Ian Poulter et Ross Fisher, puis Miguel Ángel Jiménez et Peter Hanson, la paire américaine subit ensuite une sévère défaite 6 & 5 face à Lee Westwood et Luke Donald. Woods remporte ensuite son simple 4 & 3 face à l'Italien Francesco Molinari. L'Europe remporte finalement la compétition.
Quelques semaines plus tard, l'Anglais Lee Westwood met fin à la série de 281 semaines consécutives de Woods en tête du classement mondial,. Lors du dernier tournoi de l'année 2010, Woods est en passe de remporter enfin un tournoi mais le Nord-Irlandais Graeme McDowell le prive de la victoire en le dominant dans un barrage, une première dans la carrière professionnelle de l'Américain,.
En avril 2011, Tiger Woods finit quatrième du Master d'Augusta avec un score de -10 en signant deux superbes cartes : 66 (-6) le vendredi et 67 (-5) le dimanche. Le 20 juillet 2011, il se sépare de son caddie Steve Williams, son partenaire pendant 12 ans avec lequel il a gagné 13 titres majeurs. Le 4 décembre 2011, à Thousand Oaks en Californie, le Tigre remporte son premier tournoi en individuel depuis plus de deux ans le Chevron World Challenge, deux semaines après avoir aidé les États-Unis à remporter en Australie la Presidents Cup.

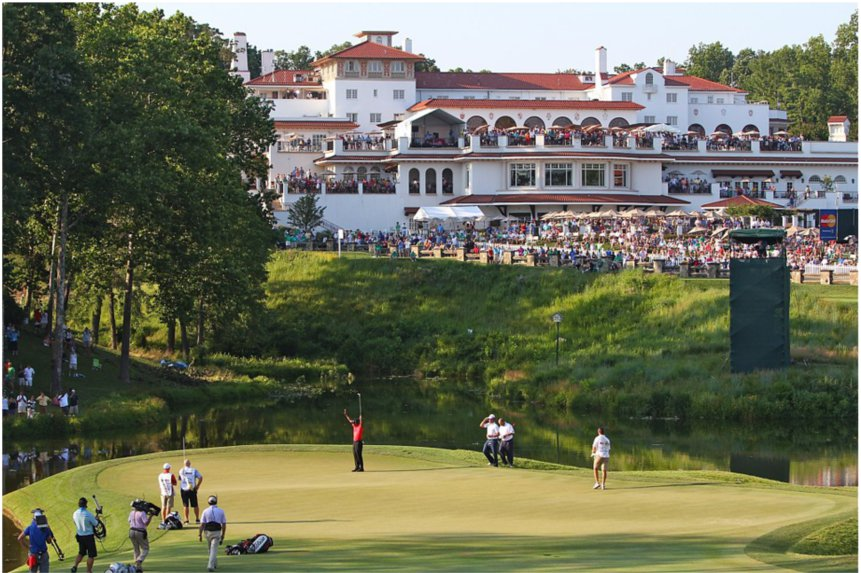
Woods lève les bras en l'air pour célébrer sa victoire à l'AT&T National en 2012.

Woods commence sa saison 2012 en terminant mal les derniers parcours de ses deux premiers tournois joués. Battu au deuxième tour du Championnat WGC-Accenture Match Play, Tiger révise sa technique et sa mise en action pour finir deuxième au Honda Classic avec le score le plus bas de sa carrière dans dernier tour sur le PGA Tour. Le 25 mars 2012, il remporte l'Arnold Palmer Invitational en Floride, sa première victoire sur le PGA Tour depuis septembre 2009. Vainqueur de l'AT&T National puis troisième de l'Open britannique, Tiger grimpe à la deuxième place du classement mondial.
Tiger Woods contribue à la défaite des États-Unis à Chicago lors de la Ryder Cup 2012. Associé à Steve Stricker, il s'incline à trois reprises lors des foursomes et fourballs. Placé dans la douzième et dernière partie en simple face à l’italien Francesco Molinari, il ne va pas au bout de sa rencontre, l’équipe européenne ayant assuré sa victoire dans la compétition. Il partage donc le point avec son adversaire. Woods n'apporte aucun point à son équipe et s'incline pour la sixième fois en Ryder Cup,.
Au début de l'année 2013, Tiger Woods survole le circuit PGA en remportant trois tournois : le Farmers Insurance Open en janvier, puis les WGC-Cadillac Championship et Arnold Palmer Invitational en mars. Parti sur les bases de l'année 2000 qui reste, à ce jour sa meilleure année golfique, Tiger Woods retrouve la place de no 1 mondial après être tombé au-delà de la 50e place. Il déclare toutefois devant les médias être « encore en chantier » et ne pas être encore tout à fait satisfait de son jeu. Lors du Masters, il se classe à la quatrième place après avoir pris deux coups de pénalité pour ne pas avoir replacé une balle au bon endroit après qu'elle est tombée dans l'eau.
En remportant The Players Championship avec deux coups d'avance en mai 2013, Tiger confirme sa place de no 1 mondial et se rapproche du record de 82 victoires sur le PGA Tour détenu par Sam Snead. Après une 32e place à l'US Open et une solide 6e place à l'Open britannique, Tiger signe début août sa 5e victoire de la saison au WGC-Bridgestone Invitational sur le parcours de Firestone CC. Il remporte ainsi son 79e succès sur la PGA Tour, à trois victoires du record de Sam Snead.

#### Opérations au dos et troubles médicamenteux (2014-2017)

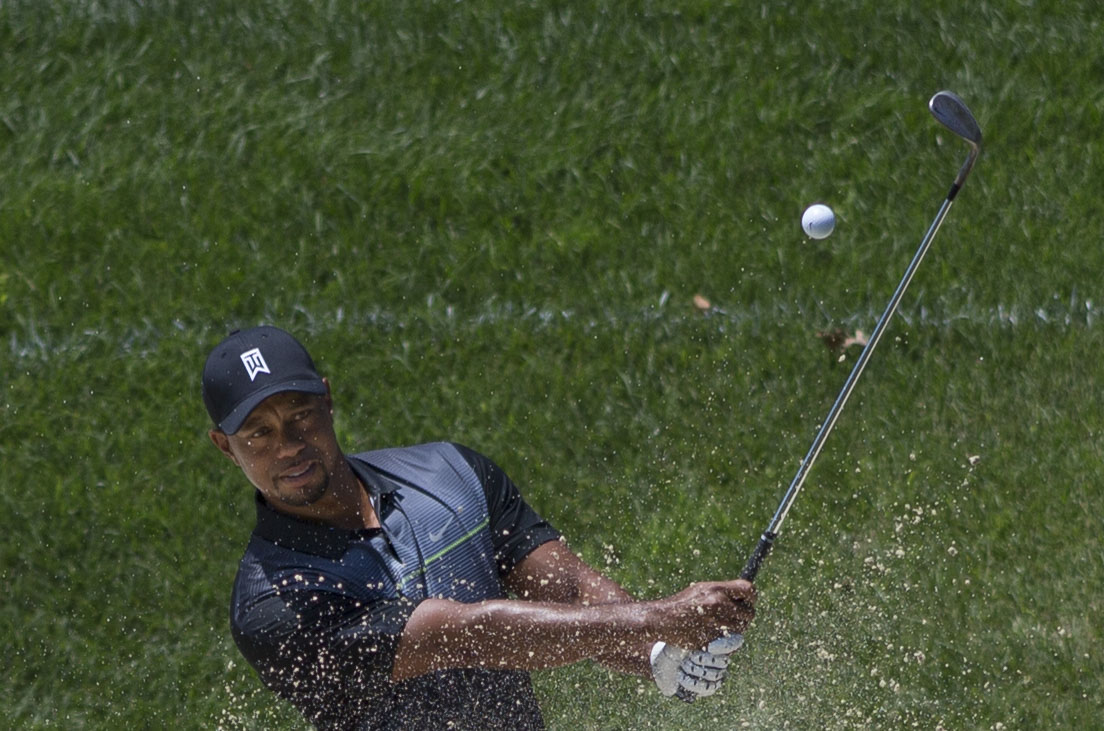
Tiger Woods lors d'un entraînement en juin 2014.

Le 31 mars 2014, Tiger Woods se fait opérer une première fois du dos. La discectomie est réalisée par le Dr Charles Rich dans l'Utah. Son absence, du Masters à l'US Open notamment, est fort coûteuse pour l'industrie du golf. Après trois mois de repos et de rééducation, Woods revient sur les parcours au Quicken Loans National où il manque le cut. Sélectionné pour ces tournois, Woods s'engage à l'Open britannique, au WGC-Bridgestone Invitational et championnat de la PGA où il termine 69e, abandonne et manque le cut. En fin de saison, Tiger recrute Chris Como, l'un des jeunes entraîneurs les plus en vue, pour l'aider à fluidifier son swing,. En décembre, dans un tournoi caritatif organisé pour sa fondation, Woods apparaît malade, fiévreux et nauséeux, vomissant sur le parcours.
Après avoir conclu une saison 2014 en 25e position dans la hiérarchie mondiale du golf, Tiger commence l'année 2015 avec une participation au Waste Management Phoenix Open, où il manque le cut après avoir rendu une carte catastrophique de 82. L'ancien numéro 1 mondial semble touché par des yips au chipping,,. La semaine suivante, il abandonne au Farmers Insurance pour cause de blessure et décide de prendre une pause,,. Le joueur déclare : « Mon jeu et mes scores ne sont pas acceptables. Quand je participe à un tournoi, c'est pour évoluer au meilleur niveau, je ne reviendrai donc que quand je me sentirai prêt ». Il reste inactif durant deux mois, mais revient à temps pour le Masters qu'il termine en 17e place. Woods enchaîne les résultats décevants et chute au classement mondial. Il manque le cut lors de trois tournois majeurs. En lice pour la victoire au Wyndham Championship, il rend une carte de 72 le dimanche et termine en 10e position. Tiger Woods manque les playoffs de la FedEx Cup et termine la saison sans victoire. En septembre, le golfeur doit se faire opérer une deuxième fois du dos par le Dr Charles Rich.

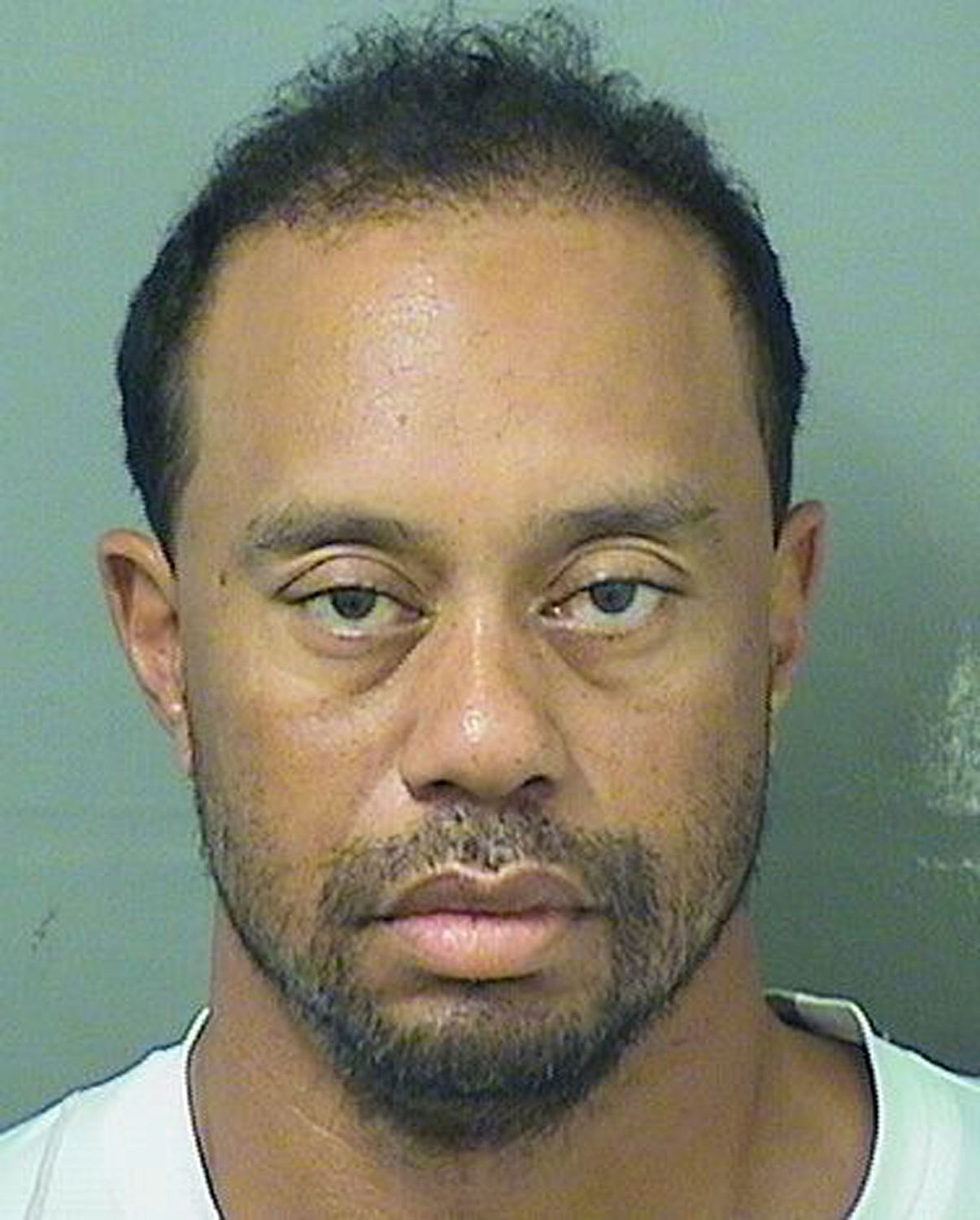
Photographie d'identité judiciaire de Tiger Woods en mai 2017.

Absent lors des saisons 2016 et 2017 à cause de ces douleurs au dos, l'Américain continue d'être présent en partageant sa convalescence sur les réseaux sociaux. Alors qu'il est au plus bas, son ancien caddie Steve Williams règle ses comptes avec lui dans une autobiographie dans laquelle il décrit le mauvais caractère de Woods et le fait qu'il le traitait comme un « esclave »,,,. En avril 2017, Tiger Woods est opéré une quatrième fois au dos, une arthrodèse pour fusionner ses vertèbres L5 et S1,,. À la fin du mois de mai 2017, il est arrêté au volant de sa voiture, accusé de conduire avec des facultés affaiblies,,. Le sportif est décrit comme « à la dérive, gavé de médicaments ». S'il doute de ce que l'avenir lui réserve, ses douleurs physiques diminuent dans les mois qui suivent. Alors que les convulsions s'arrêtent, Woods retrouve le sommeil. Au début de l'automne, il s'entraîne dans le club de Medalist, à Jupiter en Floride et côtoie notamment Justin Thomas, l'un des meilleurs jeunes joueurs du circuit.

#### Nouveau retour (2017-2019)
Le 30 octobre 2017, Tiger Woods annonce son retour à l'occasion du Hero World Challenge, tournoi organisé par sa fondation à la fin du mois de novembre. Ses premiers parcours montrent que l'Américain s'est retrouvé,. Après avoir affirmé ne ressentir « aucune douleur », il termine neuvième du tournoi et réussit son retour,,. Pour préparer son grand retour sur le circuit PGA, Woods s'entraîne dans son jardin, en Floride, où il a fait construire des greens d'entraînement.
Après de longs mois d'absence et de grosses incertitudes, Tiger Woods fait son retour sur la scène mondiale lors du Farmers Insurance Open où il obtient une encourageante 23e place. En difficulté au Genesis Open à cause de l'étroitesse des fairways, il est présent la semaine suivante au Honda Classic pour disputer deux tournois consécutifs pour la première fois depuis de nombreuses années. Tiger Woods y signe quatre bonnes cartes et se classe à la 12e place.
Le retour au premier plan du golf mondial se confirme lors du Valspar Championship à Palm Harbor où il termine à une deuxième place retentissante. Il frappe fort et sa vitesse de swing le place parmi les meilleurs du circuit mondial. Woods est présent aux Masters et s'il ne gagne pas, il réussit déjà son retour médiatique avec une rédemption acceptée et contée.
Sélectionné par Jim Furyk pour la Ryder Cup, il atteint l'un de ses objectifs de la saison, aidé par sa deuxième place au championnat de la PGA quelques semaines plus tôt et une onzième place finale au classement de la Ryder Cup,,. Tiger Woods remporte le dernier tournoi de la saison, le Tour Championship, avec une carte de -11, son premier succès depuis 2013,.
Le 14 avril 2019, il renoue avec le succès en Majeur, et remporte le Masters d'Augusta pour la cinquième fois de sa carrière, avec notamment un coup d'avance sur Dustin Johnson, et Brooks Koepka. Il signe ainsi sa quinzième victoire en majeur. ll n'est plus qu'à trois unités de la légende Jack Nicklaus. Le président des États-Unis Donald Trump lui remet le 6 mai 2019 la plus haute décoration civile du pays, la médaille présidentielle de la Liberté.

Approche de Tiger Woods lors de l'US Open 2019
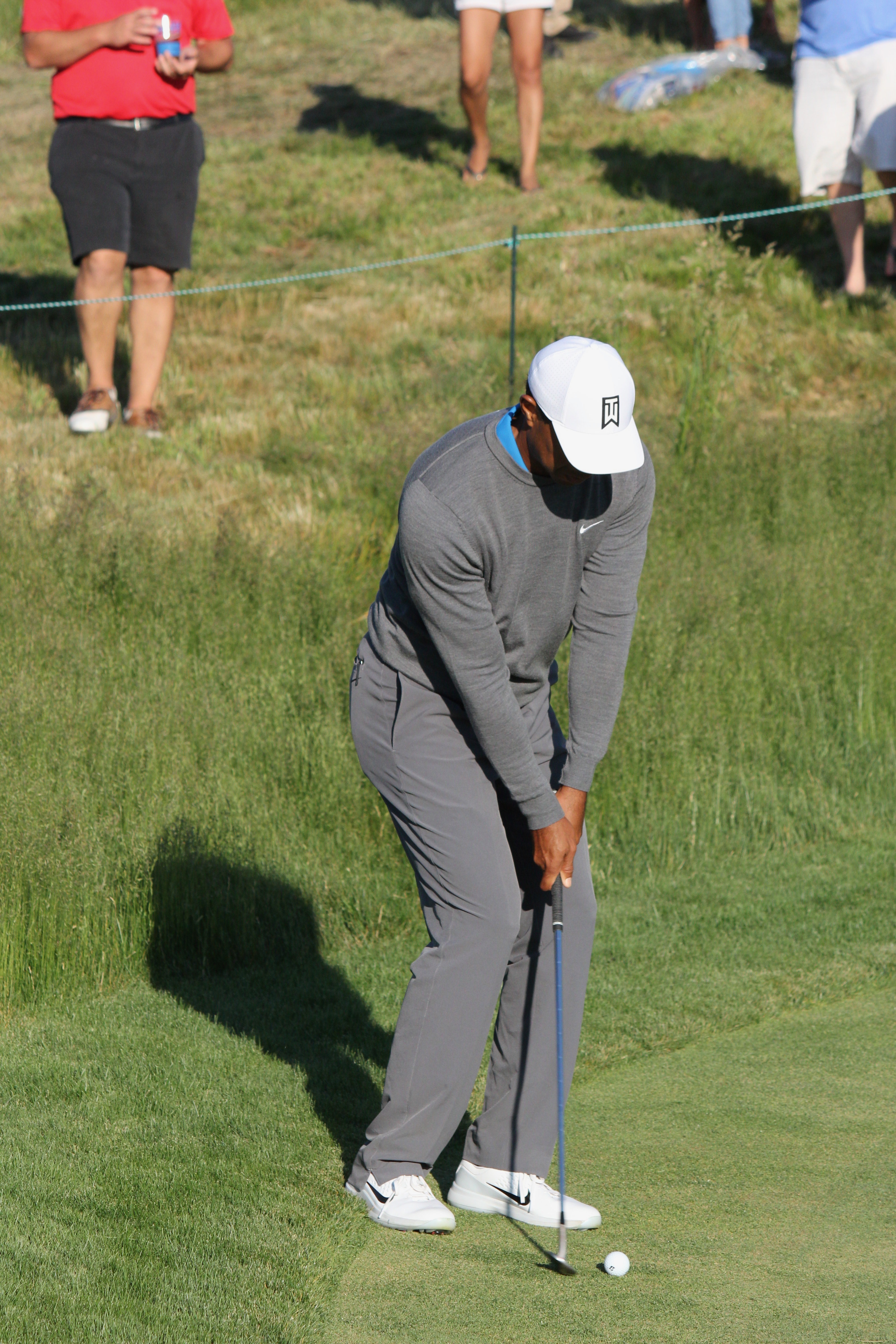
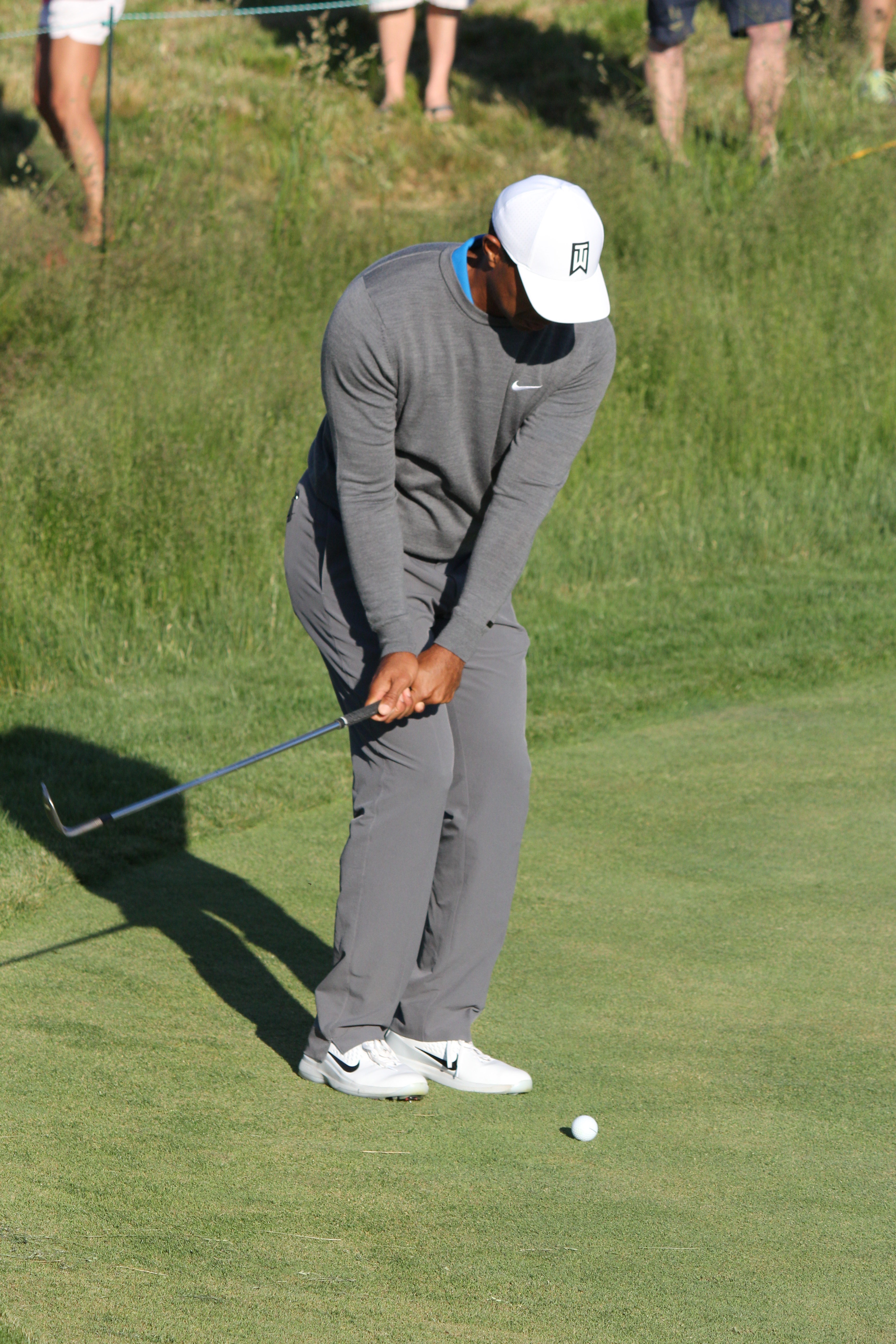
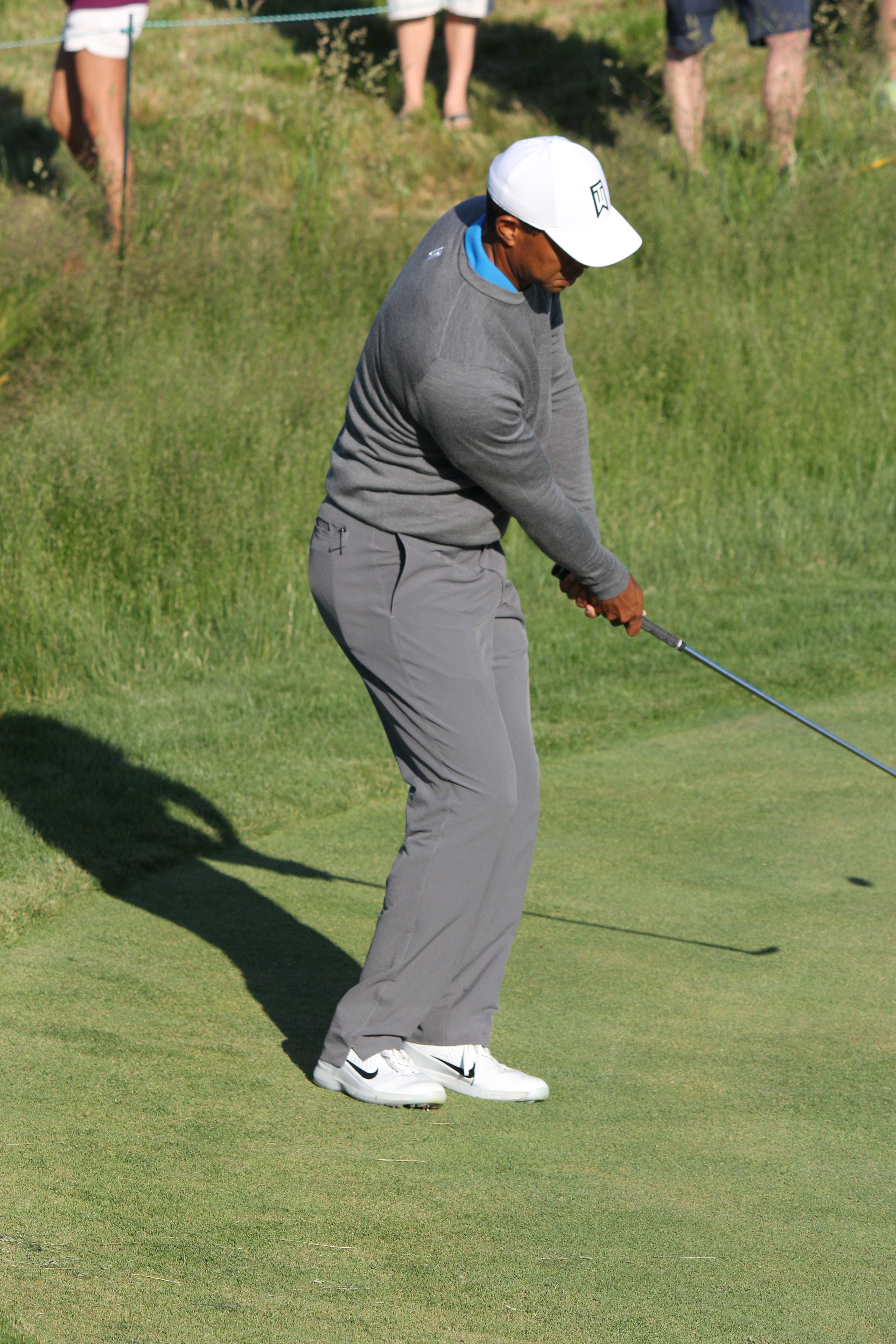
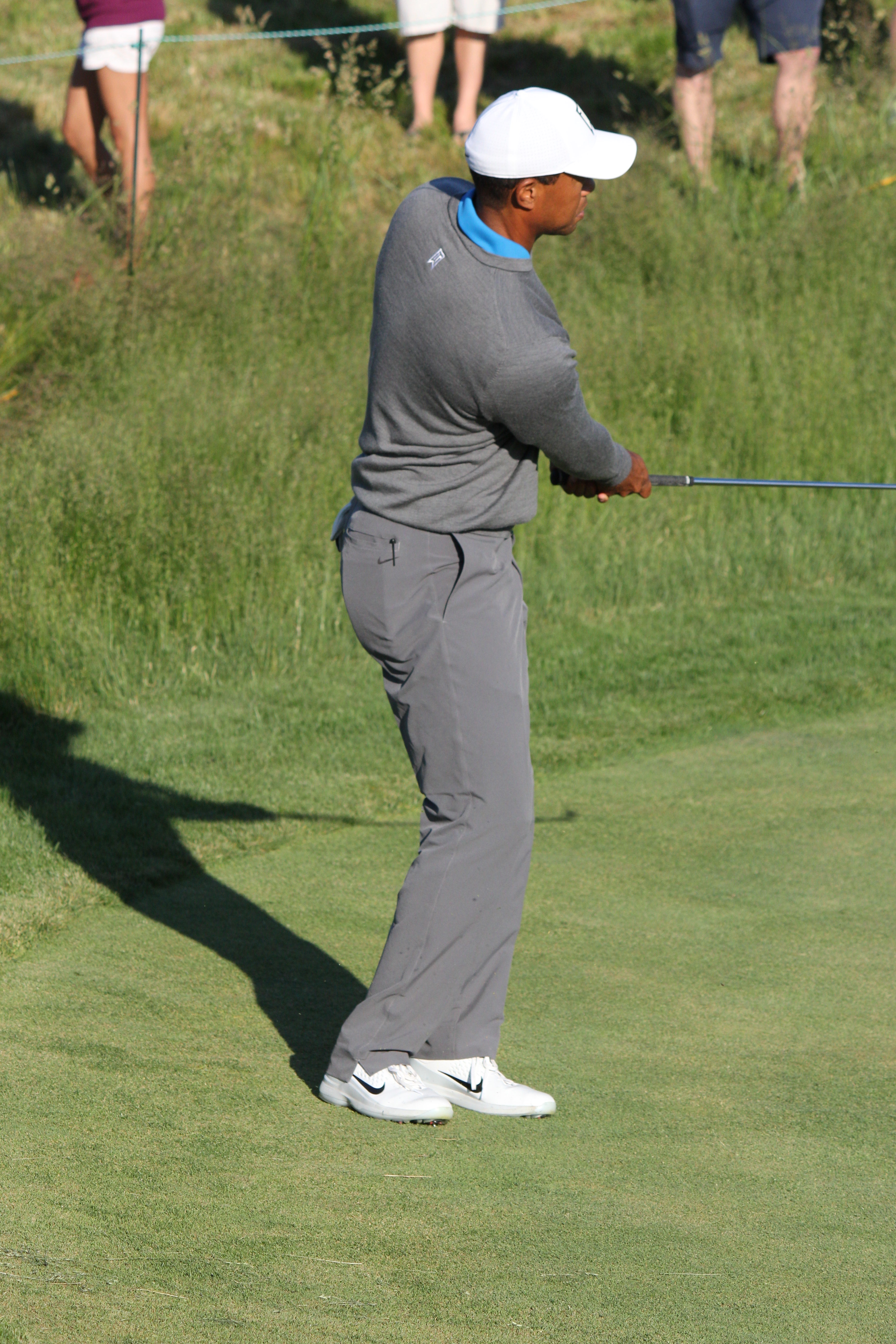

#### Accident du 23 février 2021
Dans la matinée du 23 février 2021, alors que Tiger Woods emprunte une route de comté, au profil escarpé et munie de larges voies de circulation permettant une vitesse de 45 mph (72 km/h), il confond la pédale de frein et la pédale d’accélérateur et roule à une vitesse de 84 à 87 miles par heure — environ 140 km/h — une vitesse dangereuse par apport aux conditions routières et au virage,. Il perd alors le contrôle de son véhicule qui traverse un terre-plein central, fait plusieurs tonneaux et finit sa course dans les abords de la 2×2 voies qu’il empruntait. Par chance, aucun véhicule venant en sens inverse n'est percuté.
L'accident se produit vers 7 h 12 (HNP) à Rolling Hills Estates, au nord de la Péninsule de Palos Verdes, dans le comté de Los Angeles, avec un « Courtesy Vehicle » Genesis GV80 qu’il conduisait seul et dont il disposait pour la semaine. Le lieu de l'accident est situé au 26475 County Route N7 (33°47'09"N 118°21'53"W).
Désincarcéré du véhicule par les secours, il subit de graves blessures aux jambes et doit être admis au centre médical Cedars-Sinaï de Los Angeles pour une opération d’urgence,,. La gravité de ses blessures, notamment ses multiples fractures ouvertes aux jambes, pourrait remettre en cause sa carrière professionnelle.
La trajectoire et la vitesse du véhicule ont été enregistrées par un enregistreur de données d'accident. Cette trajectoire est considérée pour déterminer si un crime a eu lieu, mais si l'accident est considéré comme un accident non volontaire l'information est gardée secrète/confidentielle et le cas fermé. La perte du contrôle du véhicule est mise en doute par certains experts qui croient savoir qu'un véhicule qui va tout droit dans un virage pourrait être dû à un conducteur endormi.
En décembre 2021, il annonce son retour sur les parcours à l'occasion du PNC Championship (en), une compétition réservée à vingt vainqueurs de majeurs accompagnés de leur fils, dans lequel ils se positionnent en 2e place après l'équipe de John Daly et son fils. À cette occasion, Tiger Woods déclare qu'il est encore loin de pouvoir s'aligner dans des compétitions régulières.
Le Los Angeles Police Department (LAPD) a déterminé la cause de l'accident, mais a besoin du consentement de Tiger Woods pour la révéler afin de protéger sa vie privée.
Le 16 mars 2021, soit trois semaines après son accident, Tiger Woods annonce sur les réseaux sociaux, qu'il est sorti d'hôpital et qu'il poursuit désormais sa convalescence chez lui, en Floride. La pose d'une tige métallique dans le tibia de la jambe droite (ainsi que de plusieurs vis au niveau de sa cheville) est nécessaire, afin de consolider ses blessures.

#### Retour à la compétition (depuis 2022)
Tiger Woods participe à son premier tournoi professionnel depuis son accident de voiture en 2021, lors du Masters 2022. Il passe le cut et termine à la 47e place avec un score de 13 au-dessus du par, à 23 coups du vainqueur, l'Américain Scottie Scheffler,,.
Lors de l'édition 2023 du Masters, Tiger Woods est contraint de se retirer du tournoi en raison d'une fasciite plantaire,,. Malgré ce gros souci physique et le mauvais temps, Tiger Woods avait réussi à franchir le cut (+3), son 23e d'affilée, un record historique lui permettant d'égaler l'Américain Fred Couples et le Sud-Africain Gary Player,,. En raison des intempéries, il n'avait joué que sept trous durant le troisième tour. Sur son compte Twitter, Tiger Woods déclare : « Je suis déçu de devoir renoncer à jouer ce matin en raison d'une nouvelle aggravation de ma fasciite plantaire. Merci aux fans et au Masters qui m'ont montré tant d'amour et de soutien. Bonne chance aux joueurs aujourd'hui ! ».
Le 8 janvier 2024, Tiger Woods annonce la fin de son partenariat long de 27 ans avec l'équipementier américain Nike. Sur ses réseaux sociaux, il dit : « Il y a plus de 27 ans, j’ai eu la chance de démarrer un partenariat avec l’une des marques les plus prestigieuses au monde. Les jours qui ont suivi ont été remplis de tant de moments et de souvenirs incroyables. Si je commençais à tous les énumérer, je pourrais continuer éternellement ». La marque américaine fait quant à elle une publication avec la légende suivante : « Tiger, tu as défié tes concurrents, les stéréotypes, les conventions, la vieille école. Tu as défié toute l'institution du golf. Tu nous as défiés. Et surtout, tu t'es défié toi-même. Et nous t'en sommes reconnaissants ».

## Palmarès

### Participations à la Ryder Cup
En sept participations à la Ryder Cup, Tiger Woods ne participe qu'à un seul succès de l'équipe américaine. Il manque le succès de la Ryder Cup 2008 et est également absent en 2014. Son bilan dans cette grande compétition est plutôt négatif avec 13 victoires en 33 matches, s'inclinant à 17 reprises et concluant trois parties par un nul. En foursomes, son bilan est de 5 succès pour 8 défaites : il n'est guère meilleur en fourballs avec 4 victoires, 8 défaites et 1 nul. Seul, Woods a un meilleur ratio de victoire et n'a été battu qu'à une reprise en sept parcours, pour quatre victoires et deux nuls.
| Édition        | Score                                               | Gagnant | Score individuel                          |
| -------------- | --------------------------------------------------- | ------- | ----------------------------------------- |
| Ryder Cup 1997 | Défaite face à l'Europe sur le score de 13 ½ à 14 ½ |         | 5 matches, 1 victoire, 3 défaites, 1 nul  |
| Ryder Cup 1999 | Victoire des États-Unis sur le score de 14 ½ à 13 ½ |         | 5 matches, 2 victoires, 3 défaites        |
| Ryder Cup 2002 | Défaite face à l'Europe sur le score de 12 ½ à 15 ½ |         | 5 matches, 2 victoires, 2 défaites, 1 nul |
| Ryder Cup 2004 | Défaite face à l'Europe sur le score de 9 ½ à 18 ½  |         | 5 matches, 2 victoires, 3 défaites        |
| Ryder Cup 2006 | Défaite face à l'Europe sur le score de 9 ½ à 18 ½  |         | 5 matches, 3 victoires, 2 défaites        |
| Ryder Cup 2010 | Défaite face à l'Europe sur le score de 13 ½ à 14 ½ |         | 4 matches, 3 victoires, 1 défaite         |
| Ryder Cup 2012 | Défaite face à l'Europe sur le score de 13 ½ à 14 ½ |         | 4 matches, 0 victoire, 3 défaites, 1 nul  |
| Ryder Cup 2018 | Défaite face à l'Europe sur le score de 10 ½ à 17 ½ |         | 4 matches, 0 victoire, 4 défaites         |

Même s'il ne participe pas en tant que joueur à la Ryder Cup en 2014 et 2016, Woods s'investit avec d'anciens joueurs américains pour apporter leurs connaissances à l'équipe américaine et préparer au mieux les deux éditions. Il est même promu vice-capitaine de l'équipe avant l'édition 2016. Il est confirmé dans ce rôle pour 2018.

### Résultats dans les compétitions principales
| Tournoi               | 1995 | 1996 | 1997 | 1998 | 1999 | 2000 | 2001 | 2002 | 2003 | 2004 | 2005 | 2006 | 2007 | 2008 | 2009 | 2010 | 2011 | 2012 | 2013 | 2014 | 2015 | 2016 | 2017 | 2018 | 2019 |
| --------------------- | ---- | ---- | ---- | ---- | ---- | ---- | ---- | ---- | ---- | ---- | ---- | ---- | ---- | ---- | ---- | ---- | ---- | ---- | ---- | ---- | ---- | ---- | ---- | ---- | ---- |
| Masters               | T41  | CUT  | 1    | T8   | T18  | 5    | 1    | 1    | T15  | T22  | 1    | T3   | T2   | 2    | T6   | T4   | T4   | T40  | T4   |      | T17  |      |      | T32  | 1    |
| Open américain        | FOR  | T82  | T19  | T18  | T3   | 1    | T12  | 1    | T20  | T17  | 2    | CUT  | T2   | 1    | T6   | T4   |      | T21  | T32  |      | CUT  |      |      | CUT  | T21  |
| Open britannique      | T68  | T22  | T24  | 3    | T7   | 1    | T25  | T28  | T4   | T9   | 1    | 1    | T12  |      | CUT  | T23  |      | T3   | T6   | 69   | CUT  |      |      | T6   | CUT  |
| Championnat de la PGA |      |      | T29  | T10  | 1    | 1    | T29  | 2    | T39  | T24  | T4   | 1    | 1    |      | 2    | T28  | CUT  | T11  | T40  | CUT  | CUT  |      |      | 2    | CUT  |

### Règne au rangno1 mondial
Tiger Woods détient le record de semaines consécutives au premier rang mondial avec 281 semaines. Depuis 1997, il a passé plus de neuf ans à l'Official World Golf Ranking et est resté au sommet de la hiérarchie toutes les semaines des saisons 2000, 2001, 2002, 2003, 2006, 2007, 2008 et 2009. Cette performance de huit saisons sans céder son trône est un record. Avec un total de 683 semaines en tant no 1, Tiger est le golfeur qui a été le plus longtemps à cette position.

## Style de jeu

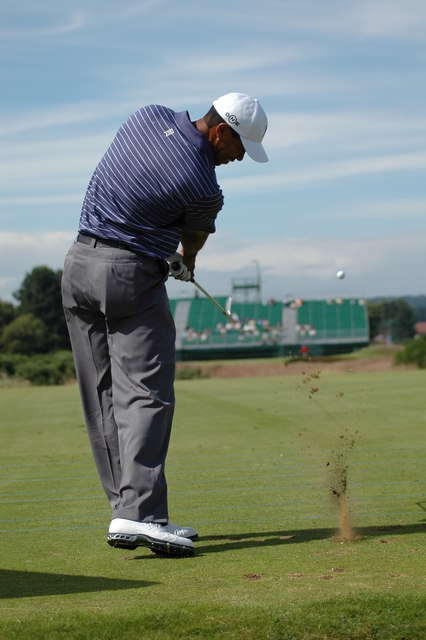
En 2007, la position de swing de Tiger Woods, ici avec un fer, est au plus proche de la balle. Blessé au genou, il n'engage pas son corps de la même manière, obligé d'en limiter la rotation.

À son entrée dans le circuit professionnel, Tiger Woods étonne par l'exceptionnelle longueur de son drive. Son premier coup lui donne un avantage par rapport à ses concurrents. Il l'envoie si loin que son drive élimine toutes les difficultés des parcours prévus pour recevoir des premiers coups de 250 yards et non de 300 yards et plus. Pendant une décennie, il domine largement ses adversaires, enchaînant les victoires avec une confiance inégalée,. Physiquement, son corps est parfait pour son sport, de sa taille d'1,85 m à son équilibre entre souplesse et musculature. Bourreau de travail, il frappe 600 balles par jour sur le practice avant de passer plusieurs heures sur le petit jeu et le putting.
Son style, jugé comme « ultra-agressif » en 1998, consiste à taper un premier coup le plus loin possible pour attaquer les drapeaux avec un deuxième coup haut et précis. Physiquement exigeant, ce style de jeu est particulièrement efficace à Augusta. Golfeur total, techniquement, physiquement et mentalement, Woods éblouit par sa capacité à allier puissance et longueur.
Son swing évolue plusieurs fois au cours de sa carrière. Dès 1997, son énorme rotation des épaules à haute vitesse font penser aux thérapeutes du sport qu'il va avoir des blessures au dos. Au lendemain de sa première victoire en majeur, il opère la première refonte totale de sa mécanique jusqu'à en obtenir un contrôle total. Au fil des années, il raccourcit son geste et en augmente la vitesse, se rapprochant de la balle en 2007 puis s'en éloignant. Chaque ajustement nécessite un nouvel apprentissage et une prise de confiance dans son nouveau geste. Cependant, Woods possède toujours l'un des swings les plus rapides du circuit, sa tête de club dépasse régulièrement les 200 km/h,.
Toujours en 2007, Woods change également la position de ses poignets sur les approches et le jeu court pour se ménager physiquement.
De mai 1999 à juillet 2010, Tiger Woods n'utilise qu'un seul putter en compétition, le Scotty Cameron de la marque Titleist. En 2018, il se cherche et essaie trois putters différents.

## Personnalité
Compétitif dès l'enfance, Woods se distingue à ses débuts sur le circuit professionnel par son attitude sur le parcours, sa manière de célébrer ses plus beaux coups avec un poing serré rageur et un langage du corps guerrier qui renforce l'intimidation vis-à-vis de ses adversaires. Lorsqu'il mène dans un tournoi, il est presque invaincu le dernier jour, gardant ou confortant son avance. Au contraire, il remporte peu de tournois quand il est mené au matin du dernier jour. Le Tigre est tellement dominant que ses adversaires s'attendent à le voir gagner et tendent à être moins bons que lorsqu'il est absent.
De nature introvertie et timide, Tiger Woods change de personnalité lorsqu'il a un club de golf en main, se montrant confiant voire arrogant. S'il souhaite être seul pour lire des livres ou jouer à des jeux vidéo, la célébrité et l'argent le changent ; il tente d'être la représentation d'une vedette mondiale,. Au sommet de sa popularité, seule la légende du basket-ball Michael Jordan peut rivaliser sur ce terrain. Il achète une Porsche Carrera GT mais la rend rapidement, après en avoir perdu le contrôle sur la pelouse près de son domicile. Se déplaçant toujours en jet privé dans son propre Gulfstream G550 et possède un yacht de 47 m qu'il a nommé Privacy et un petit bateau pour plonger nommé Solitude,.
Solitaire comme sa mère, il est dans une sorte de désert émotionnel. Woods a une poignée d'amis parmi lesquels Rory McIlroy, Michael Jordan et Notah Begay (en), son ami d'enfance et colocataire à Stanford.

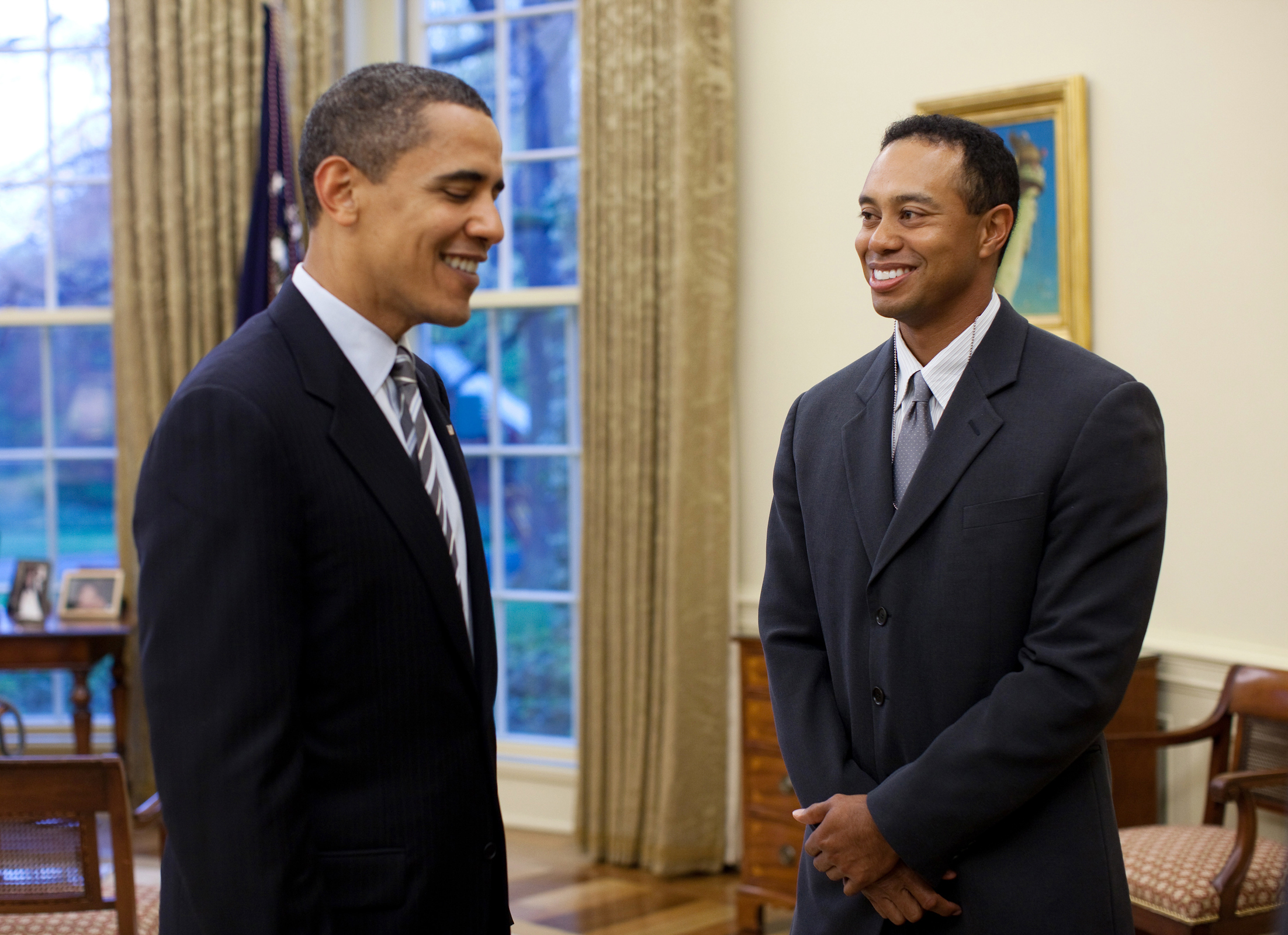
En avril 2009, Tiger Woods rencontre Barack Obama à la Maison-Blanche.

Politiquement, Woods est un indépendant. En janvier 2009, après l'avoir félicité publiquement pour son « incroyable » élection, il réalise un discours sur le thème de l'armée dans le cadre d'une grande fête publique organisée par le président-élu Barack Obama pour fêter sa future inauguration comme président des États-Unis. Trois mois plus tard, il rend visite à la Maison-Blanche et son locataire afin de promouvoir le tournoi de golf que sa fondation organise, l'AT&T National. En décembre 2016 et en novembre 2017, Tiger Woods joue au golf avec le président américain en activité Donald Trump sur le parcours du Trump International Golf Club à West Palm Beach,.
En 1999, Woods se fait opérer des yeux au laser selon la méthode Lasik pour corriger une sévère myopie,,. L'opération est réussie, il n'est plus nécessaire pour le golfeur de porter des lunettes ou des lentilles de contact, sa vision est même de 20/15,. Le golfeur devient même porte-parole de l'entreprise qui l'opère. En 2007, il doit de nouveau être opéré à la suite de la détérioration de sa vision.
Woods s'inspire de certains préceptes du bouddhisme, qui lui vient des origines asiatiques de sa mère, l'aide à contrôler son impatience et son entêtement.

## Impact sur le golf
L'ascension de Tiger Woods dès 1997 modifie le golf en lui-même. Il apporte une dimension physique et prouve que la précision du premier coup n'est pas aussi primordiale que sa longueur. Premier golfeur à faire de la musculation un élément indispensable, il présente le golf comme un sport pour véritables athlètes. Phénomène, il entre dans le panthéon du sport en quelques saisons, alignant tous les tournois majeurs à seulement 25 ans. Tiger Woods incarne le golf comme peu d'athlètes ont incarné une discipline individuelle.
Comme Arnold Palmer trente ans avant lui, Tiger Woods électrifie le golf par sa jeunesse, sa fougue et son arrogance de la vingtaine. Dès la fin de sa première année sur le circuit, il est désigné par le magazine Time comme l'un des 25 Américains les plus influents. Il sort le golf des country clubs et le rend « cool ». Dans le premier pays du golf, il le rend populaire dans la communauté noire et accélère son développement. Il inspire de jeunes joueurs de golf même s'il en recrute peu. L'anticipation d'un fort développement du golf entraîne la construction de nombreux parcours de golf sur le sol américain à la fin des années 1990 et au début des années 2000, entraînant de nombreuses faillites quelques années plus tard.
De tous les sportifs américains, seuls Michael Jordan et Mohamed Ali sont plus connus que Tiger Woods. Sa présence dans les tournois professionnels augmente fortement les audiences télévisées. Tête d'affiche incontestée, son exposition médiatique profite à ses sponsors qui bénéficient d'une plus grande visibilité. Il est également le golfeur le plus suivi et commenté sur les réseaux sociaux.
Tiger Woods est l'idole d'une génération de joueurs une décennie plus jeune que lui comme Patrick Reed, Rory McIlroy, Jordan Spieth, Bryson DeChambeau ou encore Jason Day,,.
Cassant des barrières sociales, il permet l'entrée d'Afro-Américains au Augusta National Golf Club. Il est cependant critiqué pour ne pas avoir eu plus d'impact sur les Afro-Américains malgré son importance et son pouvoir. Deux décennies après sa victoire aux Masters 1997, seulement deux joueurs afro-américains ont obtenu une carte sur le PGA Tour Joseph Bramlett et Harold Varner III ; ce dernier déclare que le Tigre n'a pas eu d'impact particulier sur son parcours.

## En dehors des terrains

### Autres activités
Le golf reste la principale passion de Tiger Woods qui rédige des articles pour le magazine Golf Digest de 1997 jusqu'au scandale de 2010. La relation entre le golfeur et le magazine est au plus bas trois ans plus tard lorsque Dan Jenkins rédige une fausse interview.
En 2014, Tiger Woods ouvre son premier parcours de golf au Mexique. L'année suivante, il ouvre son premier parcours de golf aux États-Unis, en banlieue de Houston. En 2016, il travaille sur différents projets de nouveaux parcours, notamment l'un avec Donald Trump et Hussain Sajwani pour le Trump International Golf Club de Dubaï.
En août 2015, Tiger Woods ouvre un restaurant en Floride, The Woods Jupiter, attirant des golfeurs et autres vedettes dans un cadre familial sans prétention.
Le 13 février 2024, Tiger Woods annonce Sun Day Red, sa nouvelle marque de vêtements. Alors que la date de lancement de la première collection est fixé au 1er mai 2024, le logo de la marque est un tigre formé de 15 coups de crayon pour rappeler ses 15 victoires en Majeur.

### Relation avec son père
Earl est à la fois le père, l'entraîneur, le meilleur ami et le confident de Tiger Woods. Personnage clef de son enfance, il a tout fait pour qu'il devienne un champion sportif, jusqu'à utiliser des tactiques de guerre psychologique apprises à l'armée pour le renforcer mentalement,,. Earl le suit à travers le monde et partage ses voyages. Fumeur, son père doit subir un triple pontage en février 1997 et son état de santé s'en retrouve affaibli. Après les Masters de 2004, ils partent ensemble à Fort Bragg pour visiter la base militaire et sauter en parachute, l'occasion pour le fils de comprendre le monde de son père. À l'hiver 2005, sachant la santé déclinante de son père, Tiger fait une pause de presque un mois sans toucher un club de golf. Avant le début de la saison 2006, il visite de nouveau une base des SEAL. Après la mort de son père quelques mois plus tard, Tiger Woods essaie le fusil de précision SR-25 dans une base d'entraînement à l'est de San Diego. Jeune, il voulait suivre les traces de son père dans l'armée et devenir un SEAL. Il poursuit ses voyages dans les rangs militaires entre 2006 et 2007, parlant de plus en plus de son rêve qui en devient une obsession,. Le Tigre s'implique dans la culture militaire, court les 4 miles en chaussures de combat et s'entraîne aux exercices quand il ne trouve pas le sommeil. Après une rencontre avec son agent, Mark Steinberg, en août 2007, Tiger Woods abandonne son objectif militaire.

Tiger Woods et l'armée
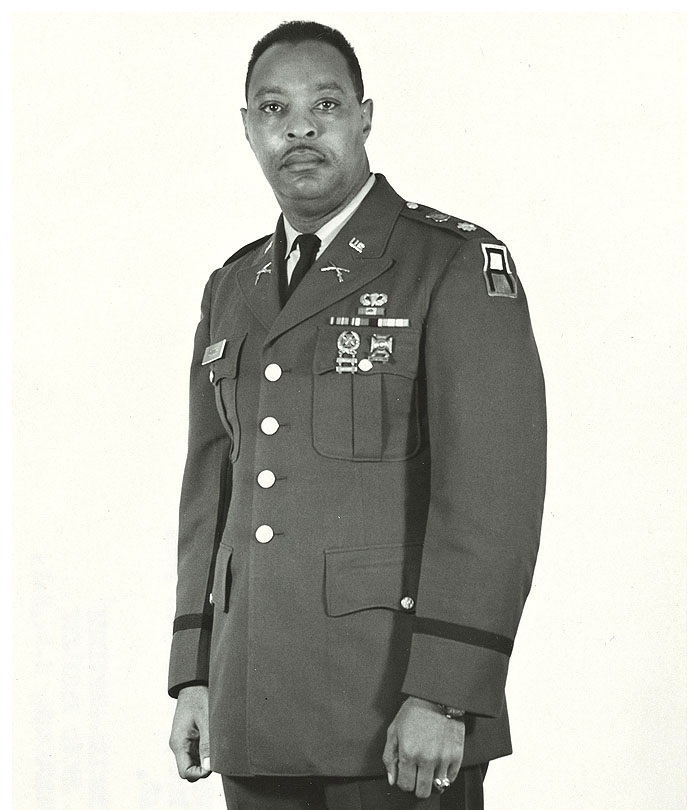
Le père de Tiger, Earl, est un militaire de carrière.
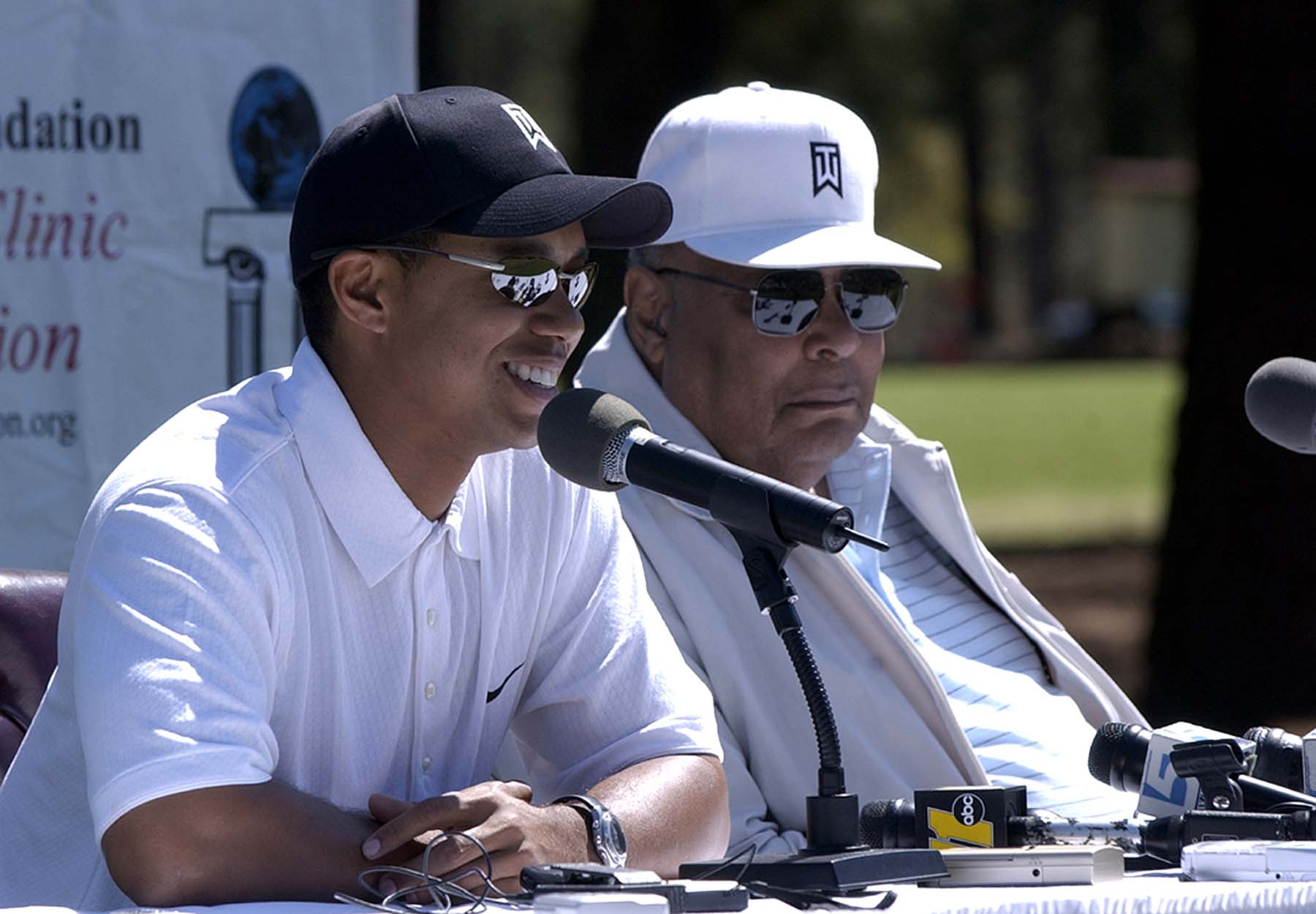
Tiger et Earl Woods lors d'une conférence de presse à Fort Bragg en 2004.
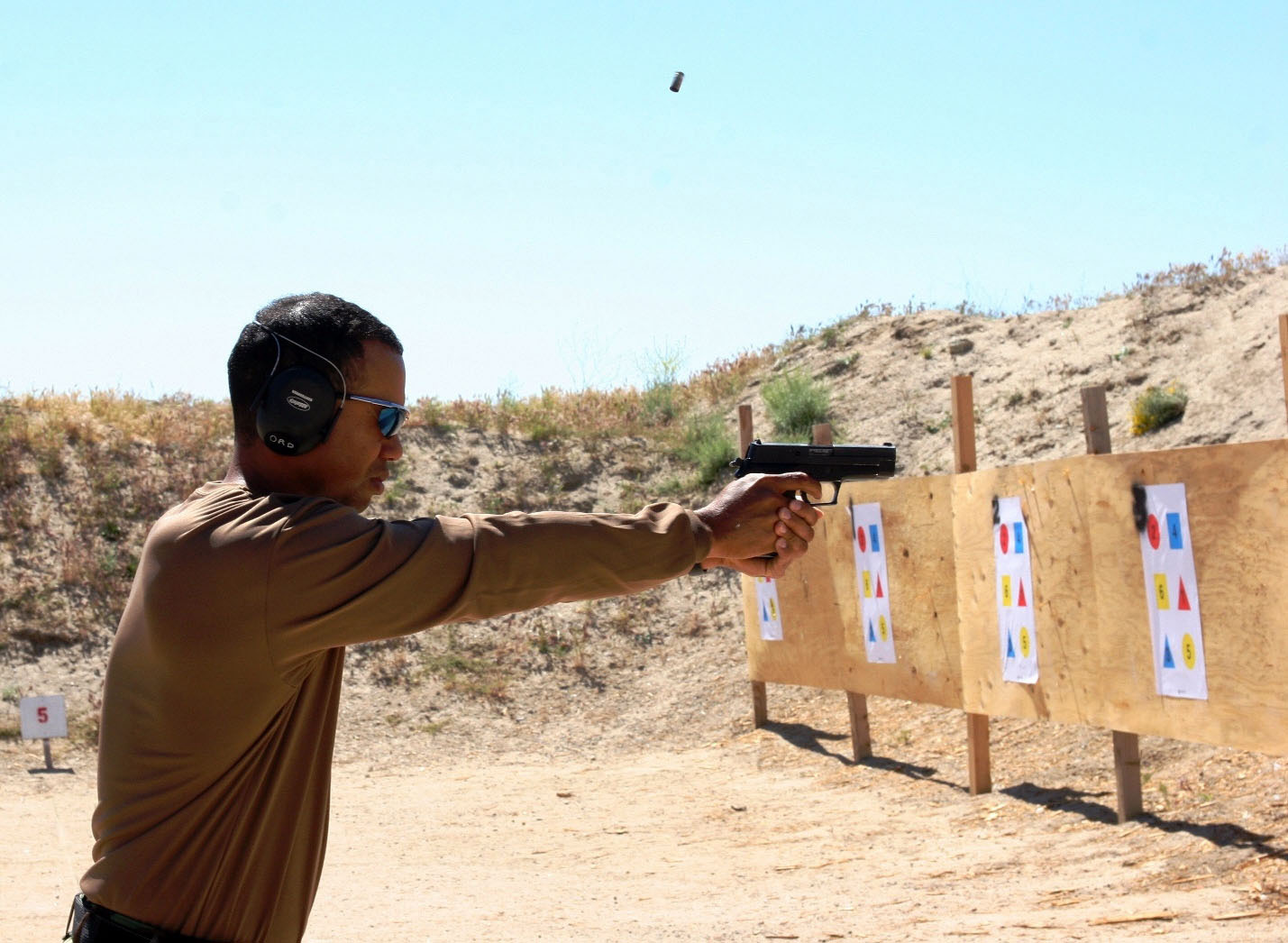
Quelques semaines après la mort de son père, Tiger s'entraîne sur une base militaire.
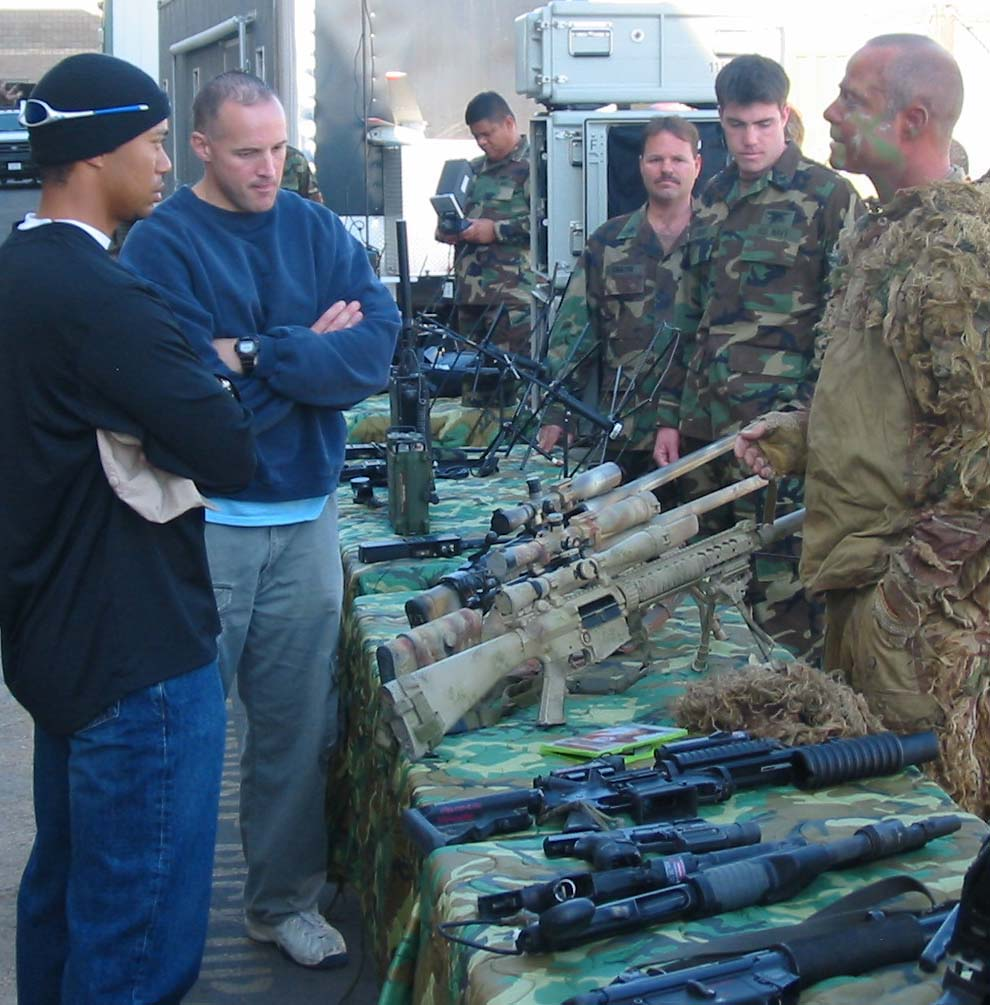
Les SEAL montrent les armes qu'ils utilisent à Tiger Woods.

### Vie sentimentale
Mauvais danseur, étrange orateur, introverti, l'adolescent Tiger Woods n’attire pas les filles. Sa première copine, Dina Gravell, est l'une des plus belles filles du lycée. Le jeune golfeur reste plusieurs années avec elle, passant la majorité de son temps libre chez elle pour éviter l'ambiance de son domicile familial. Si elle est sa confidente, Dina se cache et n'aime pas l'attention médiatique. En 1995, alors qu'elle l'accompagne sur un tournoi universitaire, Tiger Woods, influencé par ses parents, met fin à leur relation d'une simple lettre sans qu'elle n'ait la possibilité de lui parler ou de l'approcher
Lors de l'Open britannique 2001, Tiger Woods rencontre Elin Nordegren, ancienne mannequin suédoise devenue jeune fille au pair de son compatriote golfeur Jesper Parnevik. En novembre 2003, alors que Tiger participe à la Presidents Cup en Afrique du Sud, ils se fiancent officiellement dans la réserve naturelle de Shamwari, près de Port Elizabeth. Le 5 octobre 2004, Tiger et Elin se marient près du 19e trou du terrain de golf privé de Sandy Lane à la Barbade. Ce somptueux mariage, qui coûte près de 1,5 million de dollars au couple, compte parmi ses invités Michael Jordan, Charles Barkley, Oprah Winfrey ou encore Bill Gates,.
Le 18 juin 2007, au lendemain de la deuxième place de Tiger Woods à l'US Open 2007, le couple annonce la naissance de leur première fille prénommée Sam Alexis. Un mois plus tard, selon un tabloïd, il fait venir une vedette de pornographie pour qu'il la rencontre pendant un tournoi de golf. Le journal National Enquirer contacte Tiger Woods pendant l'été et négocie avec lui une interview et une couverture exclusive pour Men's Fitness pour ne pas dévoiler des images avec une maîtresse,. Le 8 février 2009, Elin met au monde un fils prénommé Charlie Axel.
Fin 2009, un scandale éclate au grand jour sur ses infidélités avec dix-neuf maîtresses recensées dont l'une est l'actrice pornographique Joslyn James. Toutes sont caucasiennes et pour la majorité blondes, initiant un débat sur la place de Woods dans la communauté afro-américaine. Le 19 février 2010, il fait ses excuses publiques et annonce qu'il reviendra « un jour » sur le circuit. À la suite de cette affaire, le couple divorce en août 2010,. Comme il l'avait annoncé, le 16 mars suivant, il fait son retour sur le circuit professionnel au cours de l'édition 2010 du Masters d'Augusta. Il annonce en mars 2013 être en couple avec Lindsey Vonn. Le 3 mai 2015, Lindsey Vonn annonce sur les réseaux sociaux que les deux champions ont décidé de se séparer.
En 2015, le golfeur se met en couple avec Kristin Smith, une femme blonde ressemblant à Elin Nordegren. Lorsque le couple se sépare deux ans plus tard, dans un climat d'une potentielle tromperie, Woods fait signer à Smith un contrat de confidentialité. Il ne reste pas seul longtemps puisqu'il est vu en septembre 2017 lors de la Presidents Cup avec Erica Herman. Ancienne employée du restaurant The Woods Jupiter, Herman quitte son travail et suit le golfeur sur les parcours tout au long de l'année 2018.

### Fondation
En 1996, Tiger Woods et son père créent la fondation Tiger Woods ou fondation TGR avec pour objectifs de promouvoir l'éducation et de donner des bourses scolaires à des jeunes,. Au fil des ans et des succès du golfeur, la fondation multiplie les dons, grandit et diversifie ses opérations. Elle organise des tournois, encaisse d'importants dons et aide des golfeurs comme la sportive népalaise Pratima Sherpa à avoir leur chance,. Le principal tournoi organisé est l'AT&T National, tenu annuellement sur invitations de 2007 à 2018, qui permet la construction de trois centres d'éducation.

## Aspects financiers
Tiger Woods est le sportif le mieux payé du monde dans les années 2000. Au milieu de la décennie, le golfeur est vu comme le « rêve » de tout publicitaire. Son partenariat avec l'équipementier Nike est l'un des plus lucratifs du sport. Après un premier contrat signé dès le passage du jeune golfeur chez les professionnels, la marque américaine renégocie l'accord avec Woods en 2000 pour un montant de 105 millions de dollars. Dans toutes ses apparitions publiques, publicités incluses, le joueur porte des produits de la marque à la virgule. Nike en fait une marque, renforce son image de sportif « cool » et le fait apparaître dans une publicité jonglant avec une balle sur son club pendant près de trente secondes. L'entreprise américaine le soutient dans son scandale médiatique autour de ses infidélités et utilise la voix de son père décédé dans une publicité controversée pour qu'il en sorte grandi. Capitalisant sur ses succès en 2013, elle reste à ses côtés lorsqu'il est arrêté hagard en 2017.
American Express, Accenture, Buick, Electronic Arts et TAG Heuer comptent parmi les autres marques avec lesquels Tiger Woods signe un contrat publicitaire. Ambassadeur de Gillette avec Roger Federer et Thierry Henry à partir de 2007, son contrat n'est pas renouvelé à la suite de la révélation de ses infidélités.
En octobre 2009, Forbes le définit comme le premier sportif milliardaire, ce que le joueur dément. La très large majorité des revenus du golfeur provient de ses contrats de sponsoring et ses activités hors des parcours. Il est le premier sportif à dépasser les 100 millions de dollars de revenus sur une année. Après le scandale médiatique de 2009 lié aux révélations de ses infidélités, de nombreuses entreprises, comme Accenture et AT&T, rompent leur contrat avec le golfeur pour des questions d'image,. Dans le cadre de son divorce, il doit payer 68 millions d'euros d'indemnités à son ex-femme. En 2016, sa fortune est estimée à 740 millions de dollars et ses revenus en carrière à plus de 1,4 milliard de dollars.
Il est cité dans l'affaire des Panama Papers en avril 2016.

## Dans la culture populaire
En 1998, un téléfilm revient sur la jeunesse et l'ascension de Tiger Woods jusqu'au sommet du golf. Intitulé The Tiger Woods Story, il se concentre sur le rôle de son père. Son parcours fait l'objet de multiples documentaires comme Tiger Woods: the Rise and Fall en 2010, Tiger Woods: Prodigy en 2012 ou encore Tiger's Six-Peat en 2015.
Reproduite sur une peinture par l'artiste Rick Rush, l'image du golfeur est au centre d'une affaire juridique impliquant de nombreuses autres célébrités.
En 2006, Tiger Woods est représenté dans l'épisode Million Dollar Papy de la série télévisée d'animation Les Simpson. Au cœur de l'attention médiatique à la suite du scandale lié aux liaisons du golfeur, Woods est caricaturé dans le premier épisode de la saison 14 de la série télévisée South Park ou encore par l'émission Saturday Night Live,.
Égal à la célébrité de la série de jeux vidéo de football américain avec John Madden, Tiger Woods est la figure de la série de jeux vidéo de golf PGA Tour. En 2007, EA Sports fait jouer Tiger Woods sur Hollywood Boulevard avant de mettre en scène un an plus tard un glitch observé sur le jeu en le faisant marcher sur l'eau pour la promotion du nouvel opus de la série. Retiré de la pochette du jeu pour la version 12 à la suite des frasques extra-sportives du golfeur, il est de retour lors des deux éditions suivantes, assurant la promotion par un court film avec Arnold Palmer, avant d'être définitivement remplacé par Rory McIlroy. Près de 25 millions de jeux ont été vendus avec le joueur américain sur la pochette.

### Citations originales
1. ↑  (en) « Tiger is really one-half Thai, one-quarter Chinese, one-eighth white, one-sixteenth Shawnee American Indian and one-sixteenth black ».
2. ↑  (en) « Universal Child ».
3. ↑  (en) « Tiger Woods is a good player, but we have 12 guys who can beat him ».
4. ↑  (en) « Golf humbles you every day, every shot, really. I know how hard the game is ».